# Architecture en Algérie
L'architecture de l’Algérie reflète une histoire riche et diversifiée, marquée par de nombreuses influences internes et externes, notamment celles de l’Empire romain, de la conquête musulmane du Maghreb, de la colonisation française et des mouvements pour l’indépendance algérienne.

## Antiquité

### Architecture royale numide
La Carthage antique prit le contrôle des côtes de l’Algérie au Ve siècle av. J.-C. L’influence de cette civilisation sur l’architecture algérienne se manifeste par l’adoption de styles hybrides intégrant des éléments punique, hellénistique et romain antique dans les traditions architecturales préexistantes.
Sous les anciens royaumes berbères de la Numidie et de la Maurétanie, l’Algérie connut un développement urbain accru. « L’architecture royale numide » est le terme donné aux monuments construits par les rois numides, comprenant des tombes, des tumuli et des sanctuaires. L’urbanisation est particulièrement associée aux règnes des rois Massinissa (202 av. J.-C. – 148 av. J.-C.) et Juba II (30 av. J.-C. – 25 apr. J.-C.). Des traces d’aménagement urbain datant du royaume de Maurétanie ont été découvertes dans les actuels Maroc et Tunisie. Juba II et son épouse, Cléopâtre Séléné, étaient des clients de Rome et des promoteurs de la culture hellénistique tardive(pp43–44). Ils firent de Iol (l’actuelle Cherchell) leur capitale royale, la renommant Césarée et en faisant une ville dotée d’un plan hippodamien régulier et d’une architecture typique de la période augustéenne. Certains édifices de Césarée ont été datés, ou attribués avec réserve, à l’époque de Juba, notamment le théâtre romain, l’amphithéâtre romain et le port.
Un certain nombre de monuments funéraires de grande ampleur, érigés à cette époque, constituent les exemples les mieux documentés de l’architecture des royaumes berbères. Ces monuments combinent différents styles architecturaux introduits par les Carthaginois, faisant souvent référence à des motifs hellénistiques et puniques. Le plus ancien d’entre eux est le Medracen (ou Madghacen) dans l’actuelle Algérie, que l’on pense remonter à l’époque de Massinissa. Possiblement influencé par l’architecture grecque plus orientale, ou construit avec l’aide d’artisans grecs, le tombeau se compose d’un grand tumulus en maçonnerie soignée avec soixante colonnes doriques et une corniche de style égyptien(pp27–29). Un autre exemple célèbre est le Mausolée royal de Maurétanie dans l’ouest de l’Algérie, qui pourrait dater de l’époque de Juba II. Cette structure se compose d’un tumulus en pierre, de colonnes décoratives et de chemins en spirale menant à une chambre intérieure unique. Un certain nombre de « tours funéraires » de la période numide sont également visibles sur des sites allant de l’Algérie à la Libye. Malgré leur large répartition géographique, elles présentent souvent un style similaire : une structure à trois niveaux surmontée d’une pyramide convexe. Elles ont pu être inspirées au départ par des monuments grecs, mais elles constituent un type original associé à la culture numide. On en trouve des exemples à Siga, à Soumaâ du Khroub, ainsi qu’à Dougga (dans l’actuelle Tunisie) et Sabratha (en Libye)(pp29–31).

L’architecture royale numide sur le territoire de l’Algérie actuelle
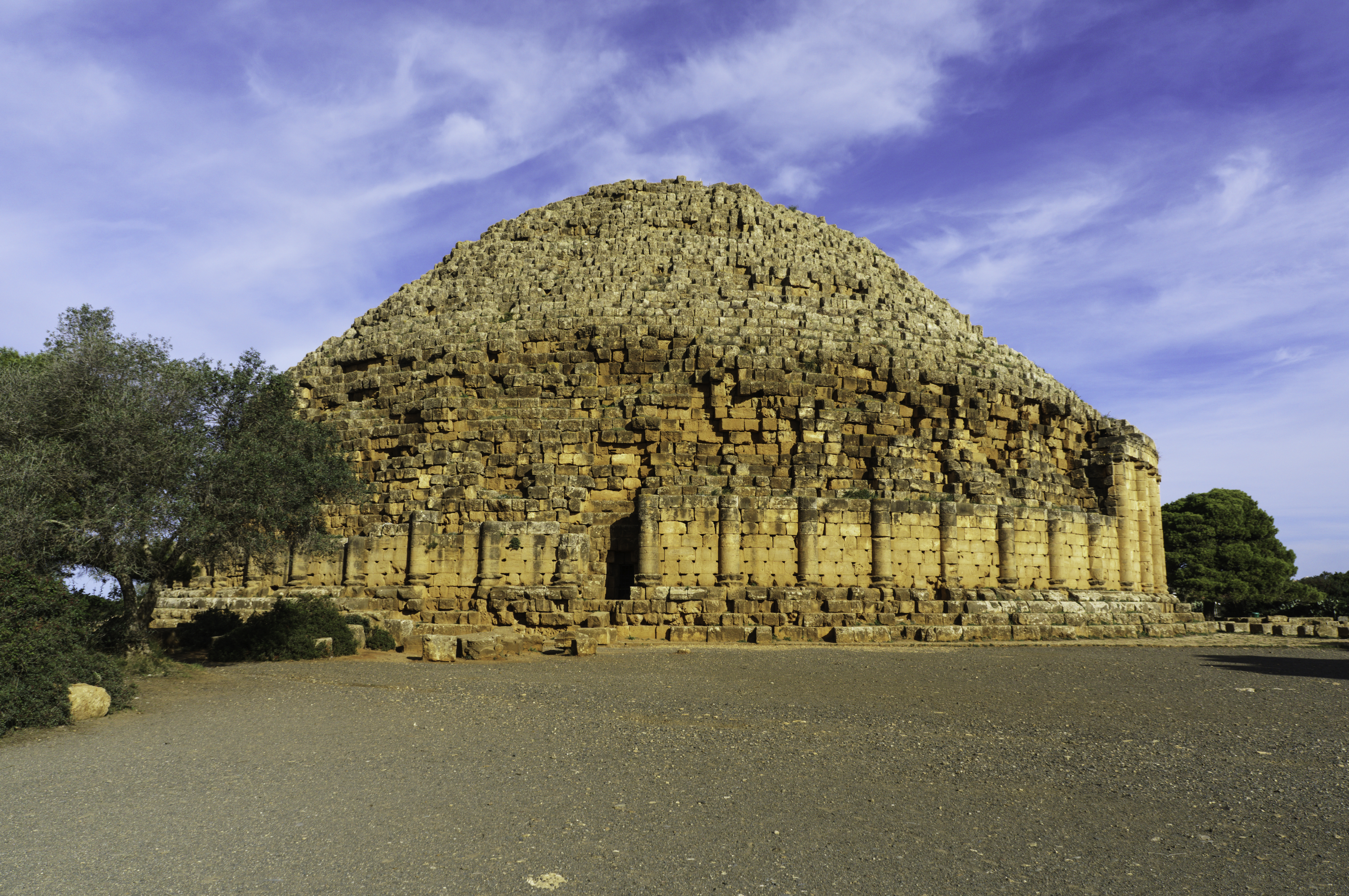
Mausolée royal de Maurétanie construit à la fin du Ier siècle av. J.-C. ou au début du Ier siècle apr. J.-C.
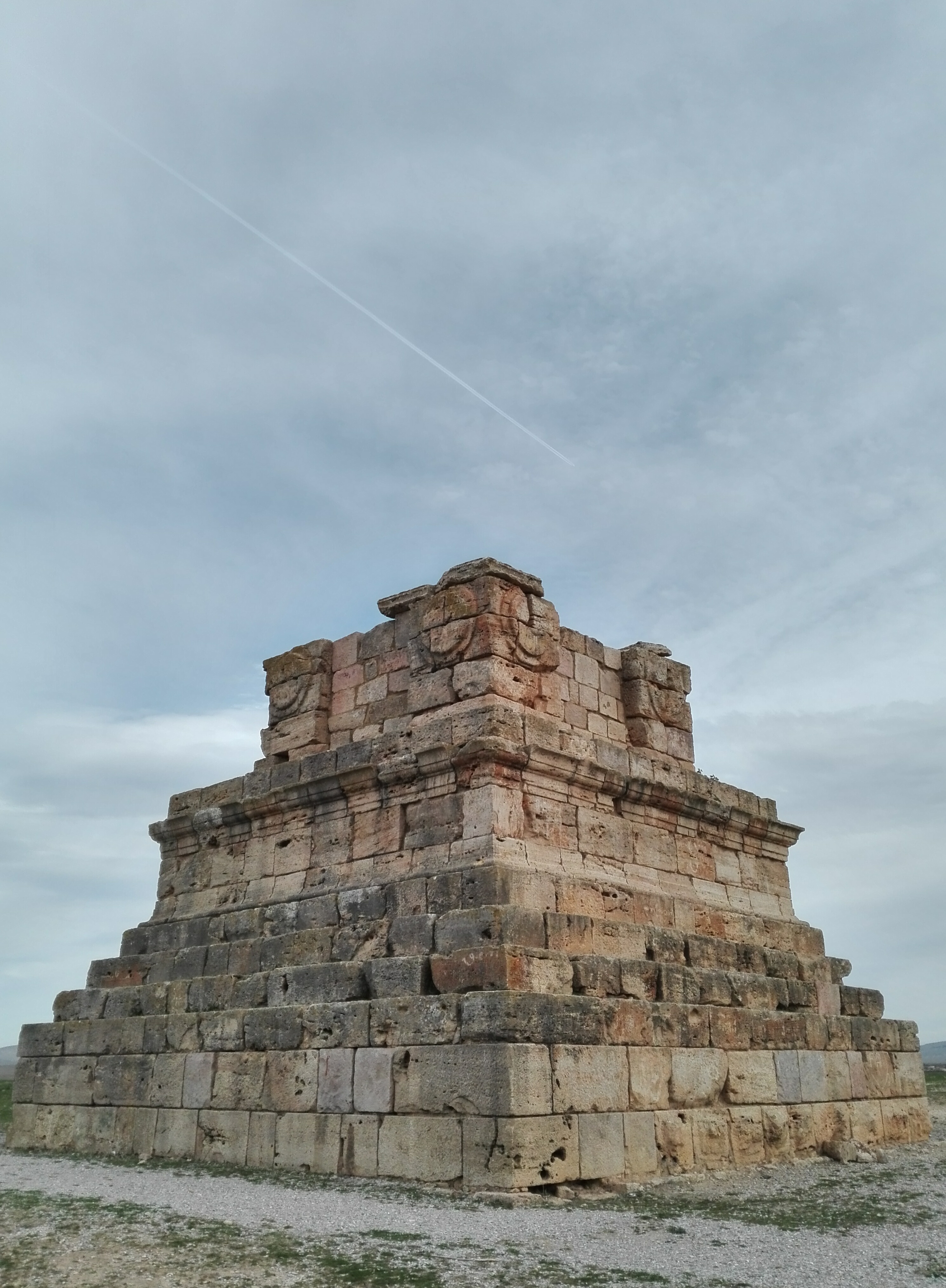
Mausolée royal d'El Khroub daté IIe siècle av. J.-C.
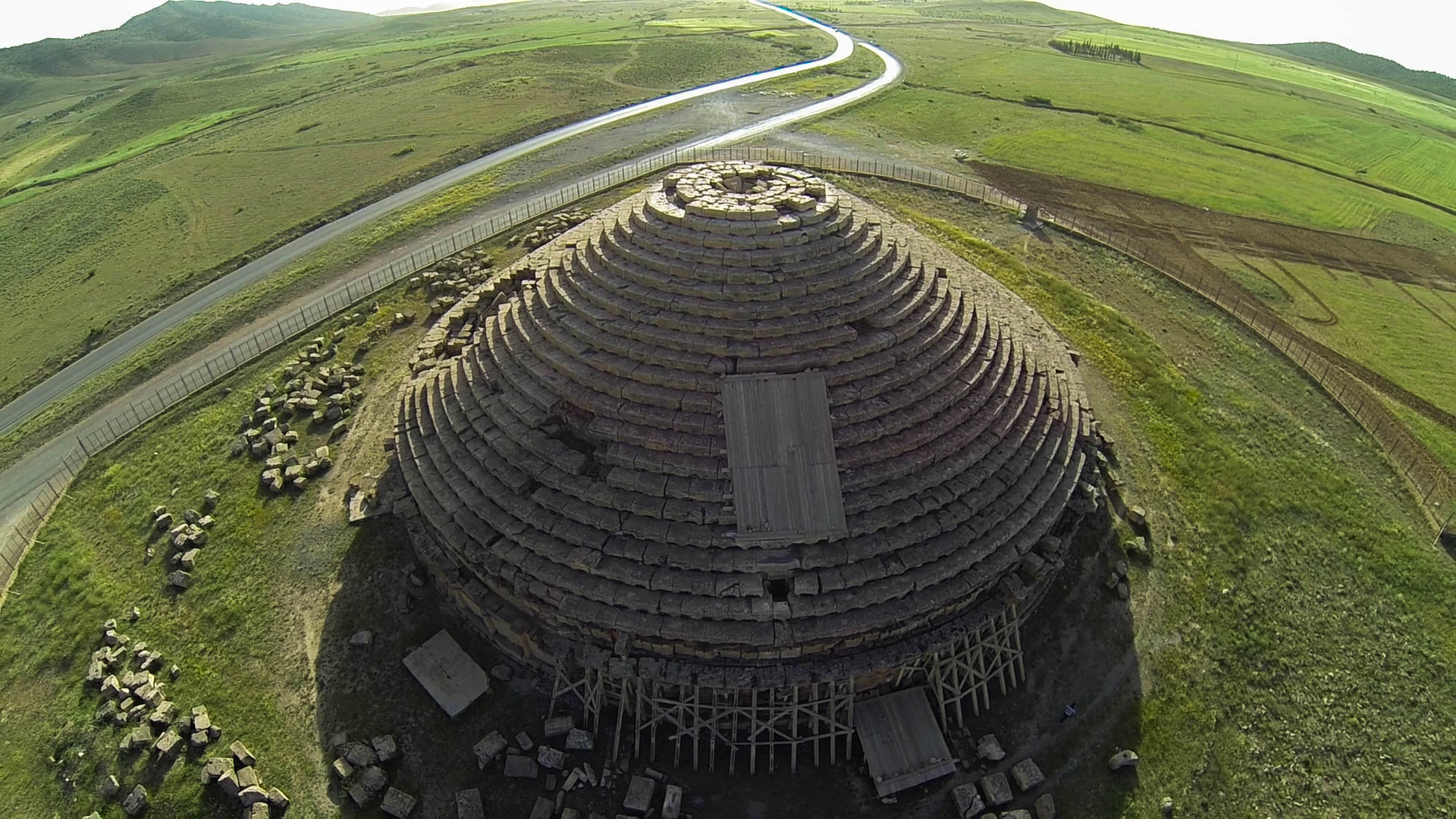
Medracen mausolée du roi Madghis, situé dans la wilaya de Batna, fut construit au IIIe siècle av. J.-C.
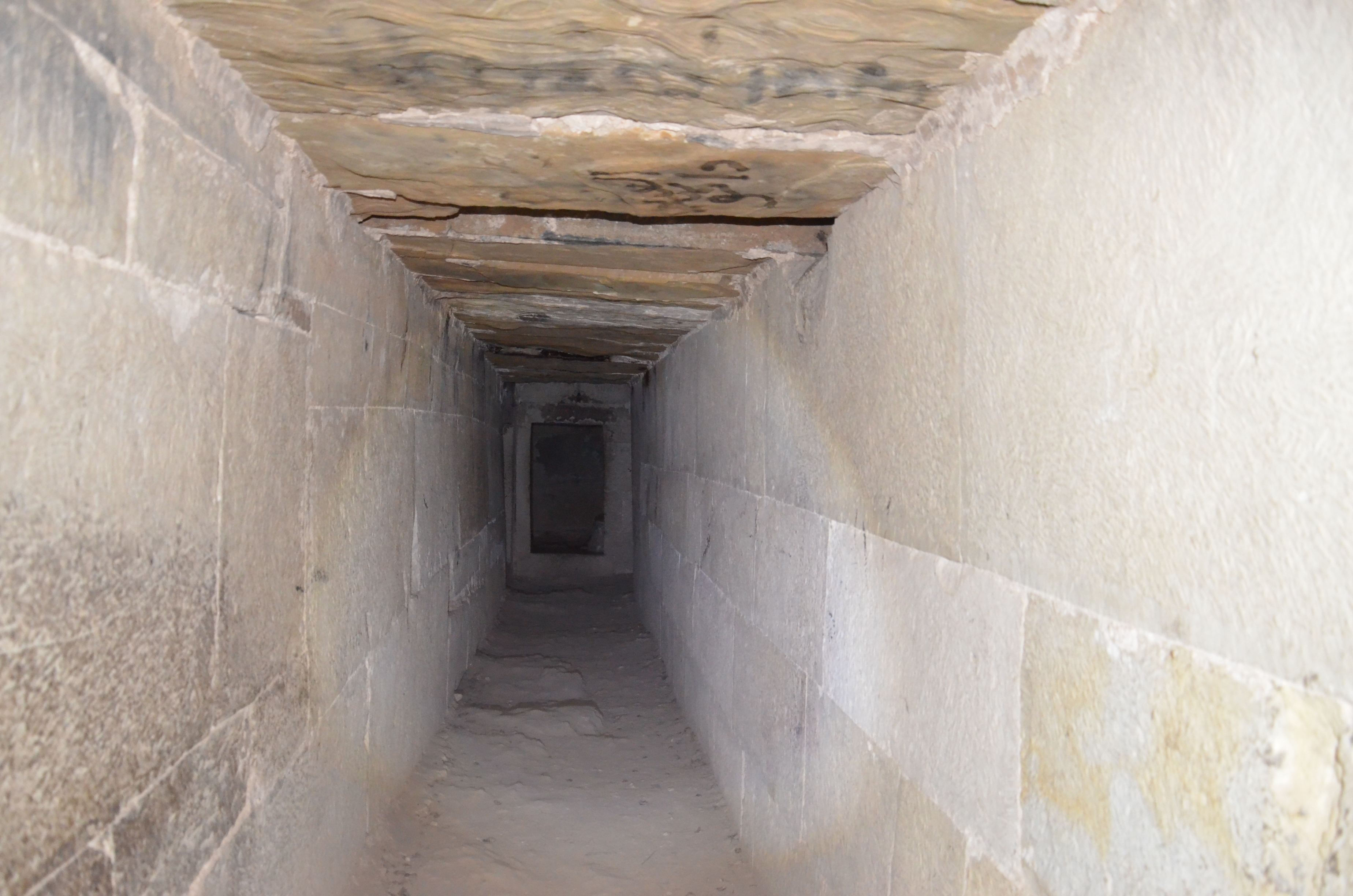
L'intérieur d'un monument funéraire berbère dit Djeddar
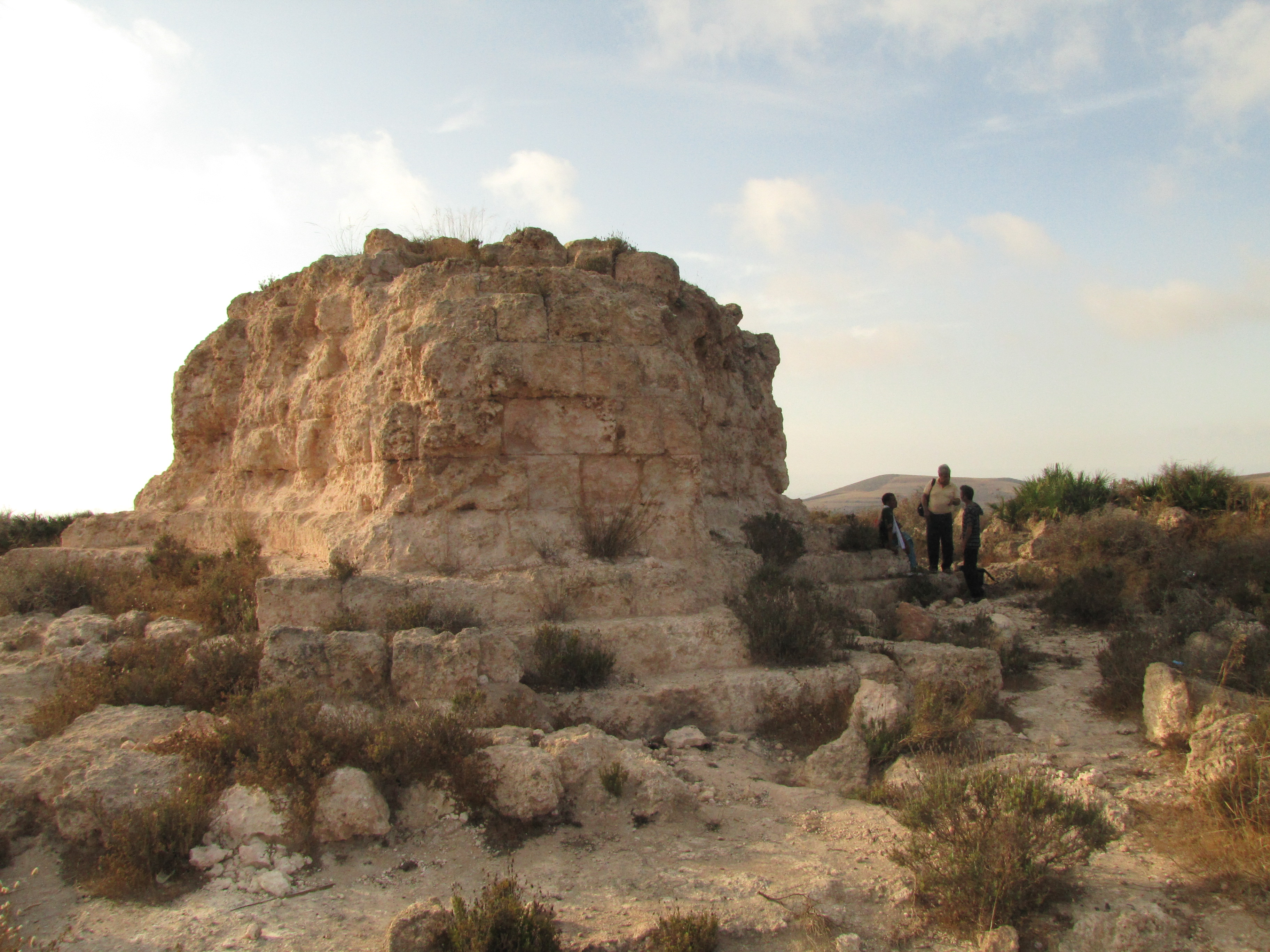
Mausolée de Beni-Rhénane, situé dans la cité antique numide Siga
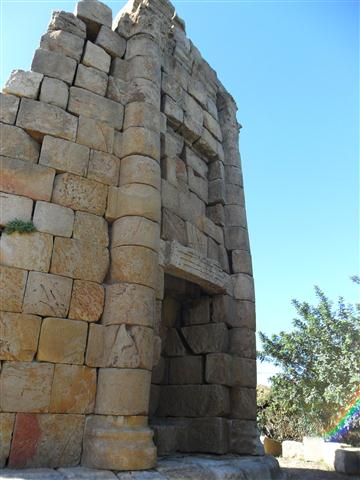
Mausolée de Taksebt, daté du IIe siècle av. J.-C. et situé près de la ville de Tigzirt
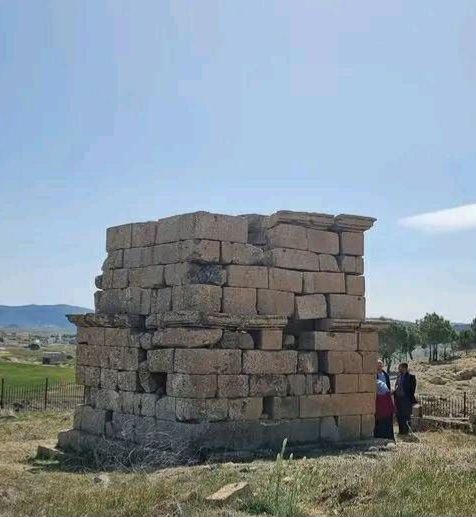
Mausolée de Tacfarinas, situé près de la ville de Bouira

### Époque romaine
Les Romains annexèrent la partie orientale de la Numidie en 46 av. J.-C. Après la mort d’Arabion, six ans plus tard, la Numidie occidentale fut également annexée. Les deux provinces furent ensuite réunies avec la Tripolitaine pour former la province romaine d’Afrique proconsulaire. Ils construisirent plus de 500 villes et cités sur le territoire correspondant à l’actuelle Algérie. Lorsqu’ils développaient des plans pour leurs nouvelles cités, les ingénieurs romains utilisaient le plus souvent un plan orthogonal et rectiligne, caractérisé par un decumanus (rue orientée est-ouest) et un cardo (rue orientée nord-sud). Les deux rues étaient bordées de portes à chacune de leurs extrémités, et un forum se trouvait à leur intersection.
La ville de Timgad, fondée par Trajan vers 100 apr. J.-C., constitue un exemple bien conservé de l’urbanisme romain en Algérie. La cité était tracée selon un carré parfait, mesurant 1 200 pieds romains de côté. La ville était en outre subdivisée en îlots carrés, chacun d’une superficie de 100 pieds romains carrés.

L’architecture romaine sur le territoire de l’Algérie actuelle
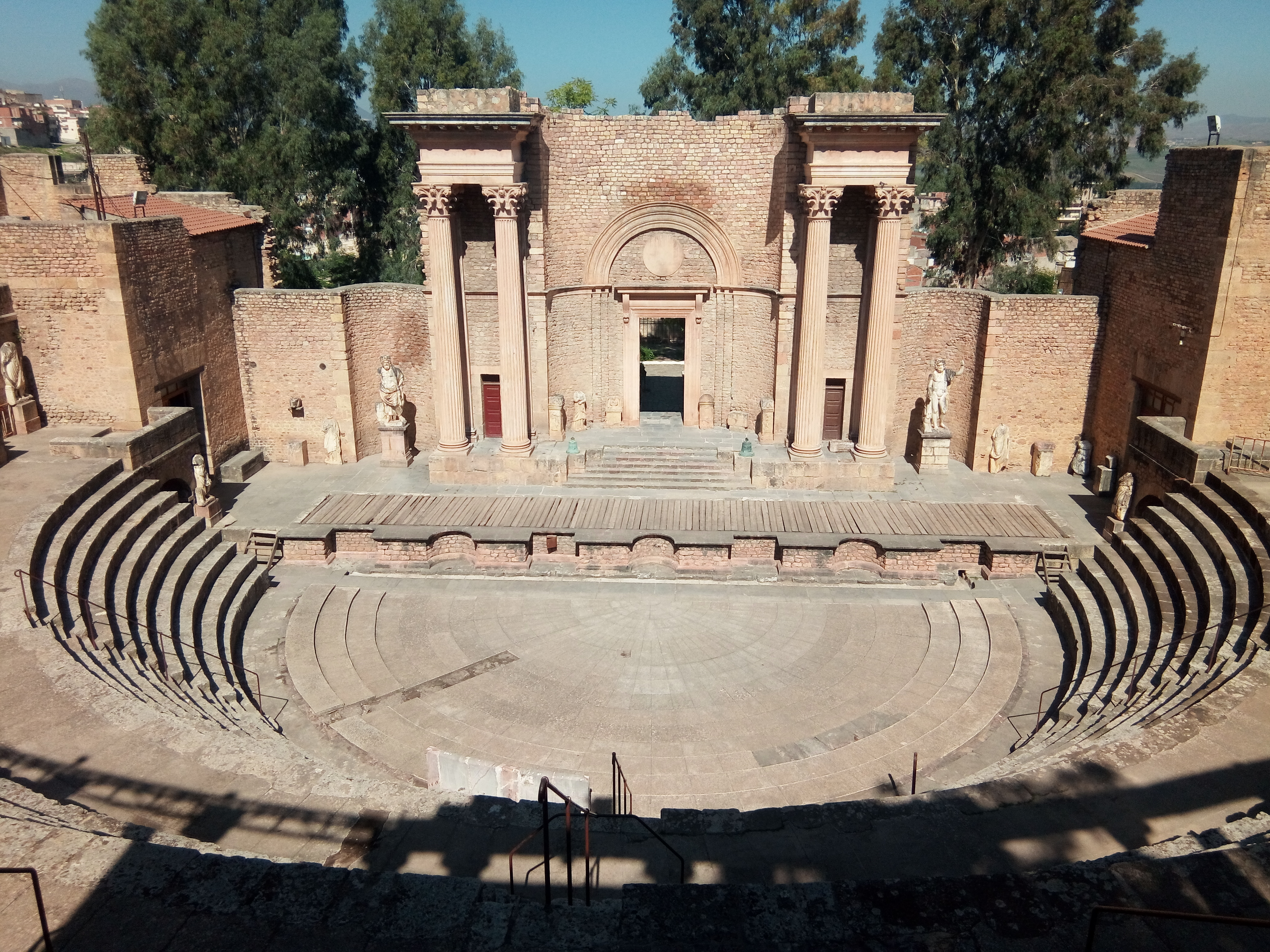
Théâtre romain de Guelma de la cité antique Calama
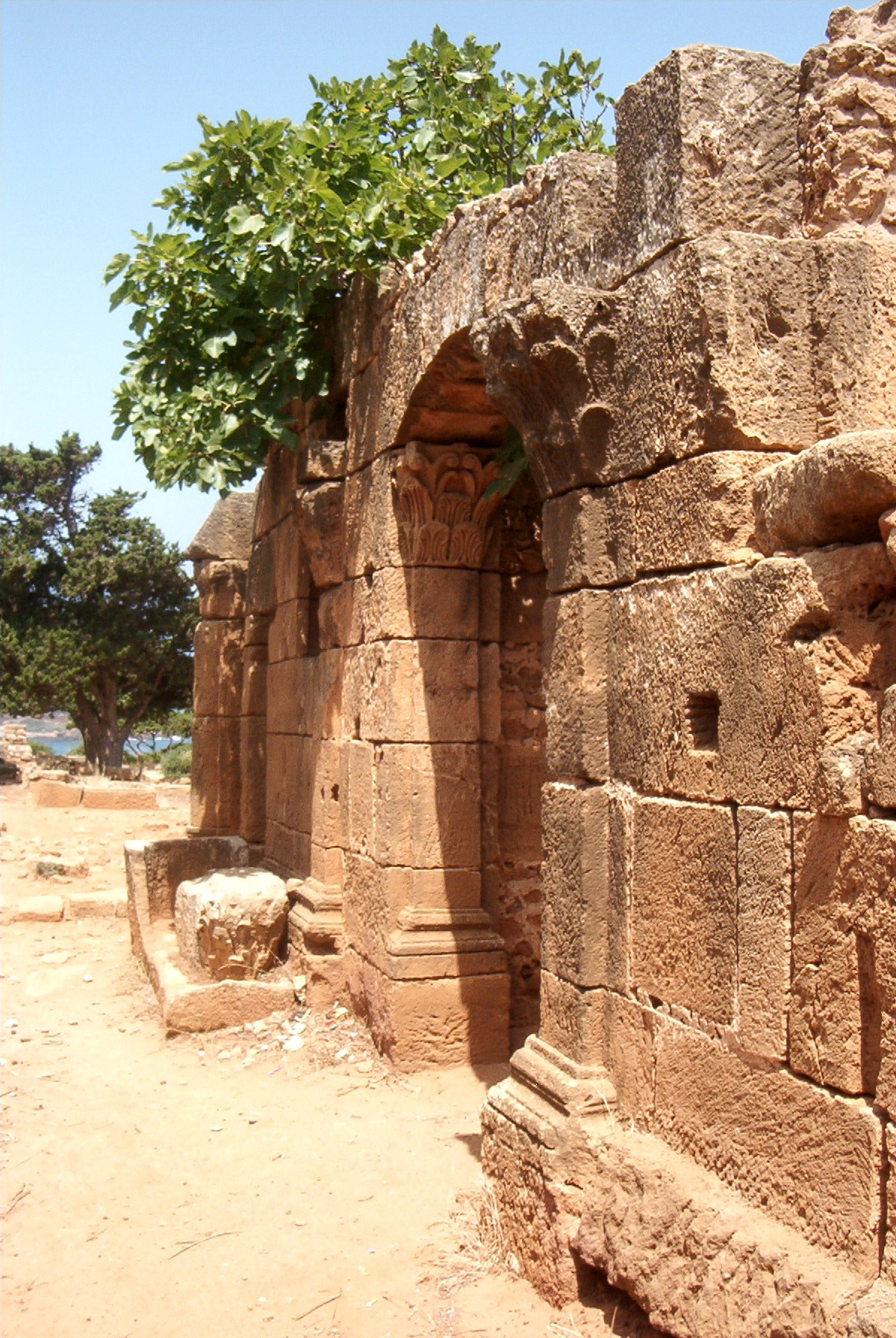
Ruines de la Basilique Sainte-Salsa situés dans la Tipasa de Maurétanie
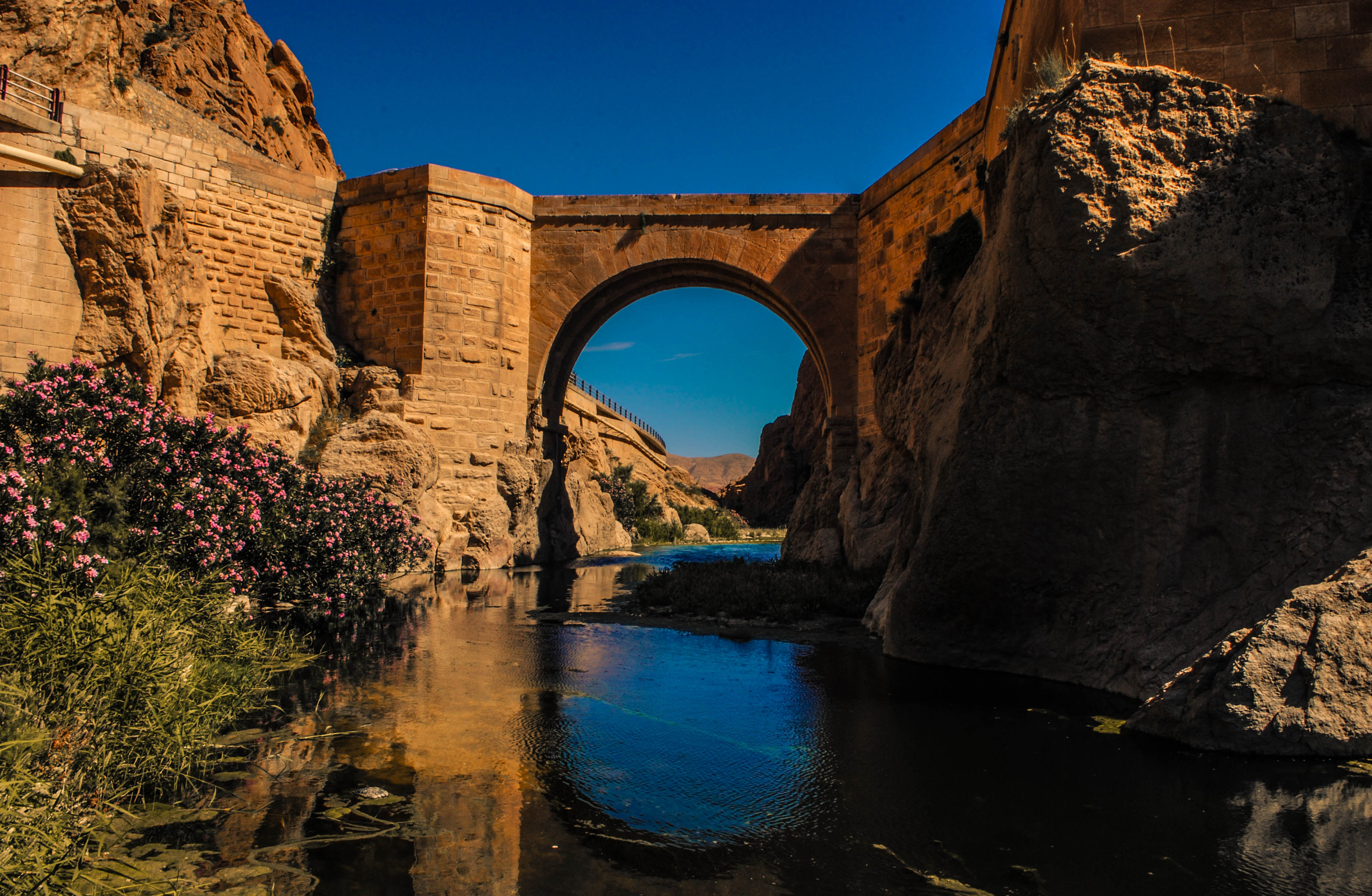
Pont romain d’El Kantara
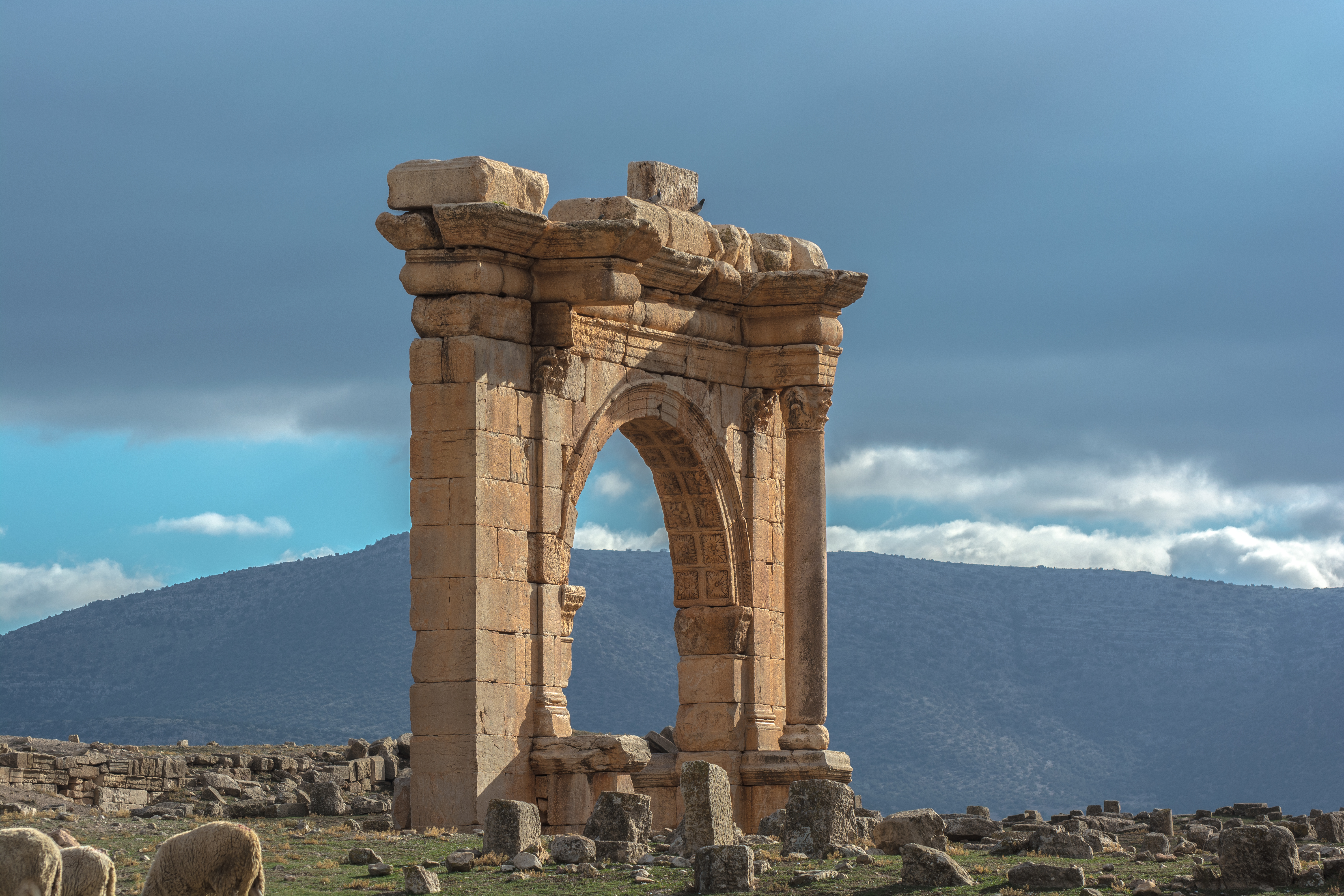
Arc à Diana Veteranorum construit en 217 apr. J.-C.
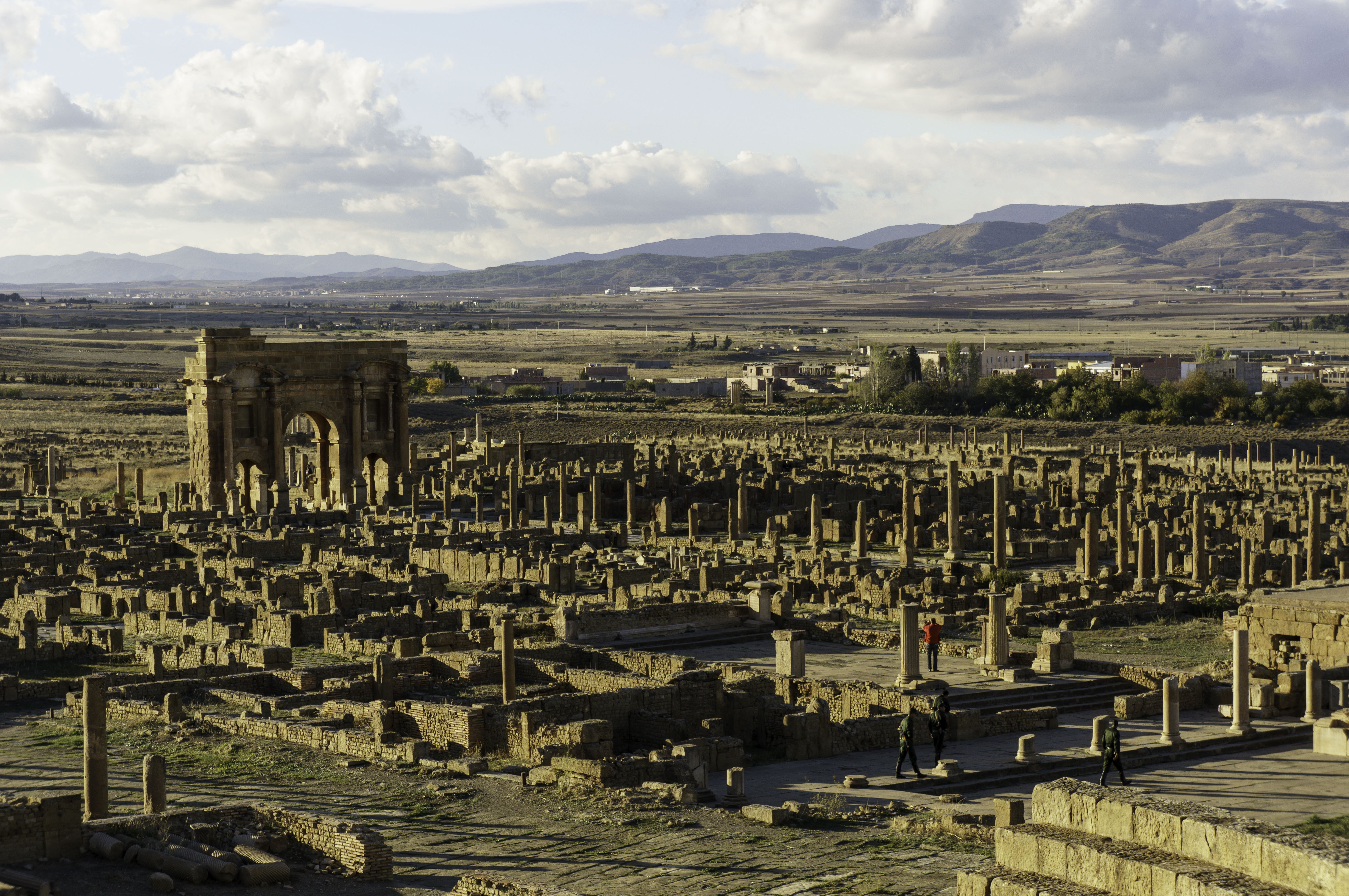
Le plan uniforme de Timgad reste visible dans les ruines actuelles du site
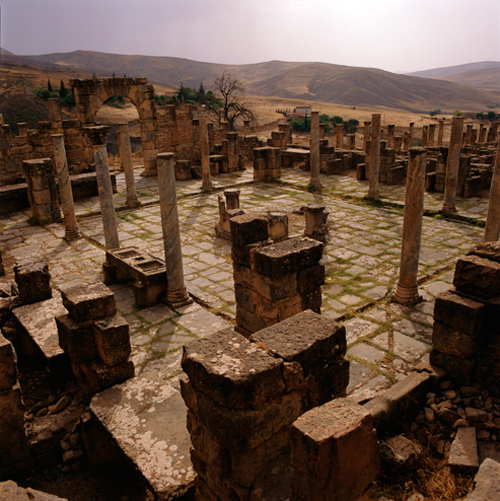
Ruines de l'ancienne cité romaine Cuicul
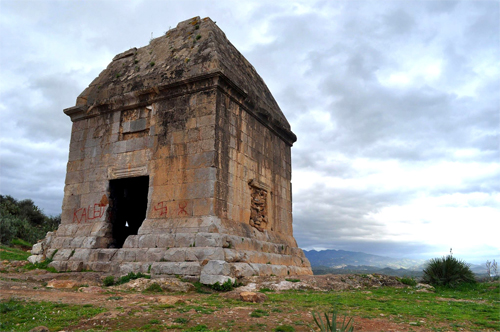
Mausolée antique d'Ausium, situé à Akbou
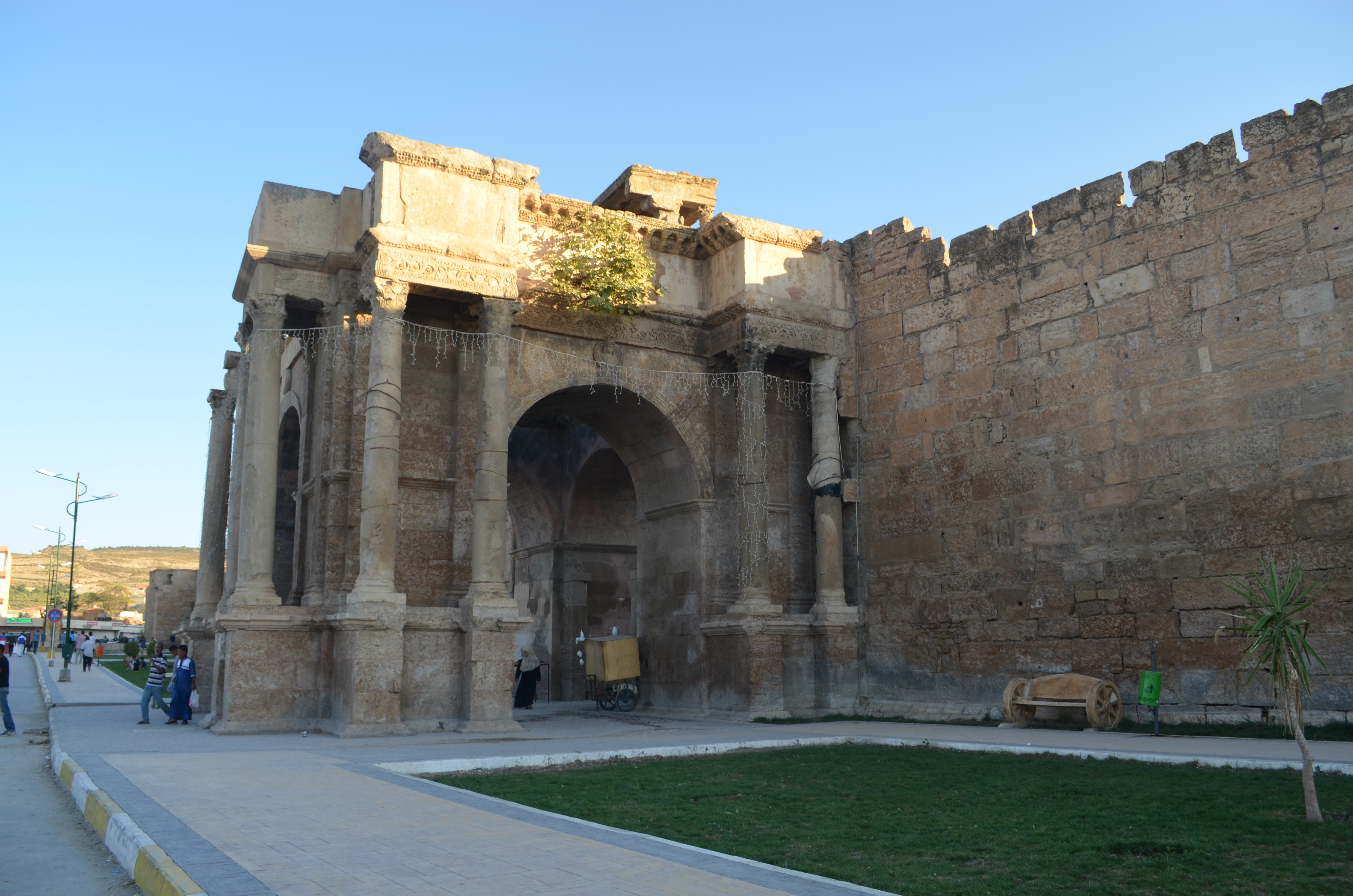
Arc de triomphe de Caracalla, érigé en 212 à Theveste, en l’honneur de l’empereur Caracalla, fils de Septime Sévère
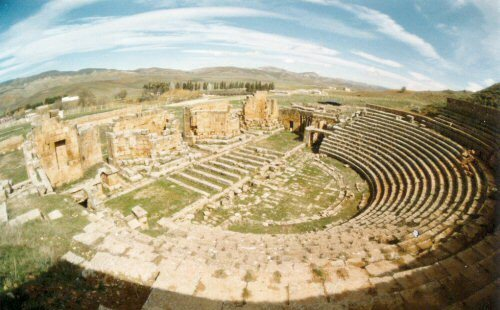
Théâtre romain de la ville antique Thubursicum
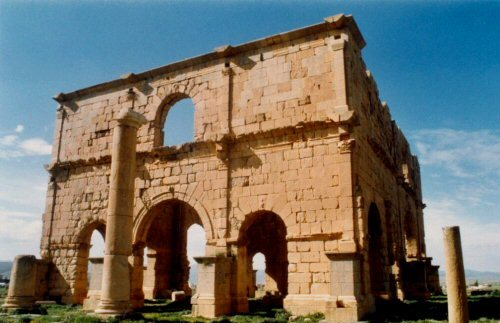
Quartier général de la Legio III Augusta à Lambaesis

## Période islamique primitive
L’islam atteignit l’Algérie au VIIᵉ siècle lors de la conquête arabe de l’Afrique du Nord. La conquête islamique introduisit en Algérie de nombreux éléments caractéristiques des cités musulmanes, notamment le souq comme centre commercial, le hammam comme centre social, ainsi que la mosquée et la Médersa associée comme centre religieux. La ville d’Alger, dont l’ancien quartier est connu sous le nom de Casbah, se développa durant cette période.
Avec l’introduction de l’islam en Algérie, la ville algérienne connut une reconstruction. Conformément au Coran, les cités étaient séparées en un espace public (halal) et un espace privé réservé aux femmes et aux familles (harīm). Les quartiers résidentiels des villes devinrent également de plus en plus divisés en secteurs religieux. Contrairement au ghetto européen à caractère d’exclusion, ces quartiers constituaient des centres culturels protégés pour la vie juive et islamique au sein de la cité algérienne.
La mosquée Abou al-Mouhajir Dinar, également connue sous le nom de mosquée Sidi Ghanem de Mila, est l’un des plus anciens édifices religieux de l’Algérie et du Maghreb. Elle se situe dans la ville de Mila, dans le Nord-Est algérien, et constitue un témoignage précieux des premiers temps de l’implantation de l’islam en Afrique du Nord. La fondation de la mosquée remonte, selon la tradition, à la période comprise entre 675 et 682 (soit 55-62 de l’Hégire). Elle aurait été édifiée par Abou al-Mouhajir Dinar, gouverneur de l’Ifriqiya nommé par le califat omeyyade, successeur d’Oqba Ibn Nafi. Ce dernier poursuivait la conquête et la consolidation des territoires nouvellement islamisés. La mosquée fut érigée sur un emplacement stratégique de la ville de Mila, qui occupait déjà un rôle important comme site urbain et militaire d’origine romaine et byzantine. Elle symbolisait l’autorité musulmane et servait à la fois de lieu de prière et de point d’appui pour la diffusion de l’islam dans la région. Le bâtiment initial était modeste, bâti selon des techniques locales combinées aux modèles des premières mosquées de l’Ifriqiya. Bien que l’édifice ait subi de nombreuses transformations au fil des siècles (notamment à l’époque almohade, hafside et ottomane), certains éléments anciens subsistent encore, les fondations et certains murs d’origine, construits avec des pierres de remploi (matériaux issus des monuments byzantins ou romains) ; la salle de prière, dont le plan rectangulaire rappelle celui des premières mosquées d’Afrique du Nord ; et le mihrab simple, orienté vers la qibla, et des colonnes antiques intégrées dans la structure. Le minaret et d’autres parties visibles aujourd’hui sont d’époques plus récentes, ce qui témoigne des restaurations successives,.
La mosquée de Sidi Okba, située dans le village de Sidi Okba (près de Biskra), est réputée être le plus ancien monument islamique d’Algérie, car elle abrite le tombeau de Uqba ibn Nafi, daté de 686. La mosquée elle-même, une structure simple à plan hypostyle semblable aux premières mosquées de Médine, fut probablement modifiée et rénovée à des périodes ultérieures, notamment par les Zirides au XIe siècle,,. 

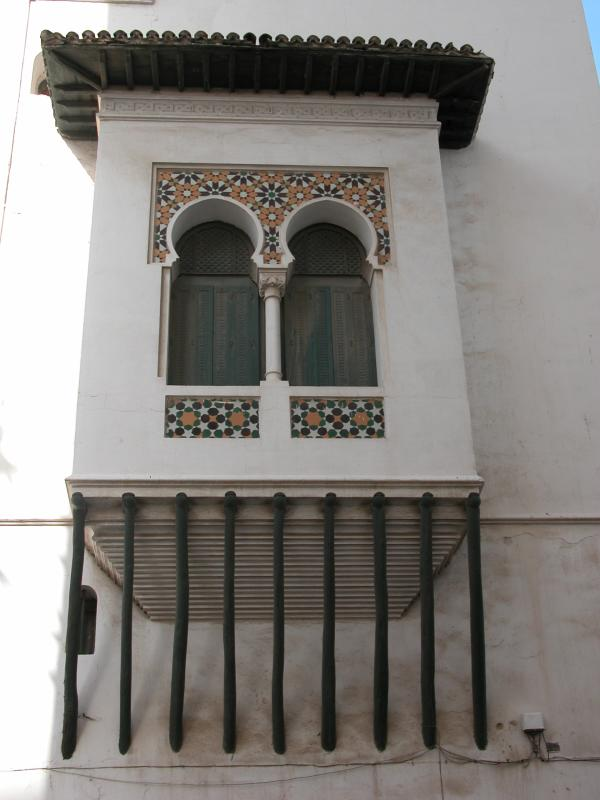
Encorbellement (kbou) de style algérois.
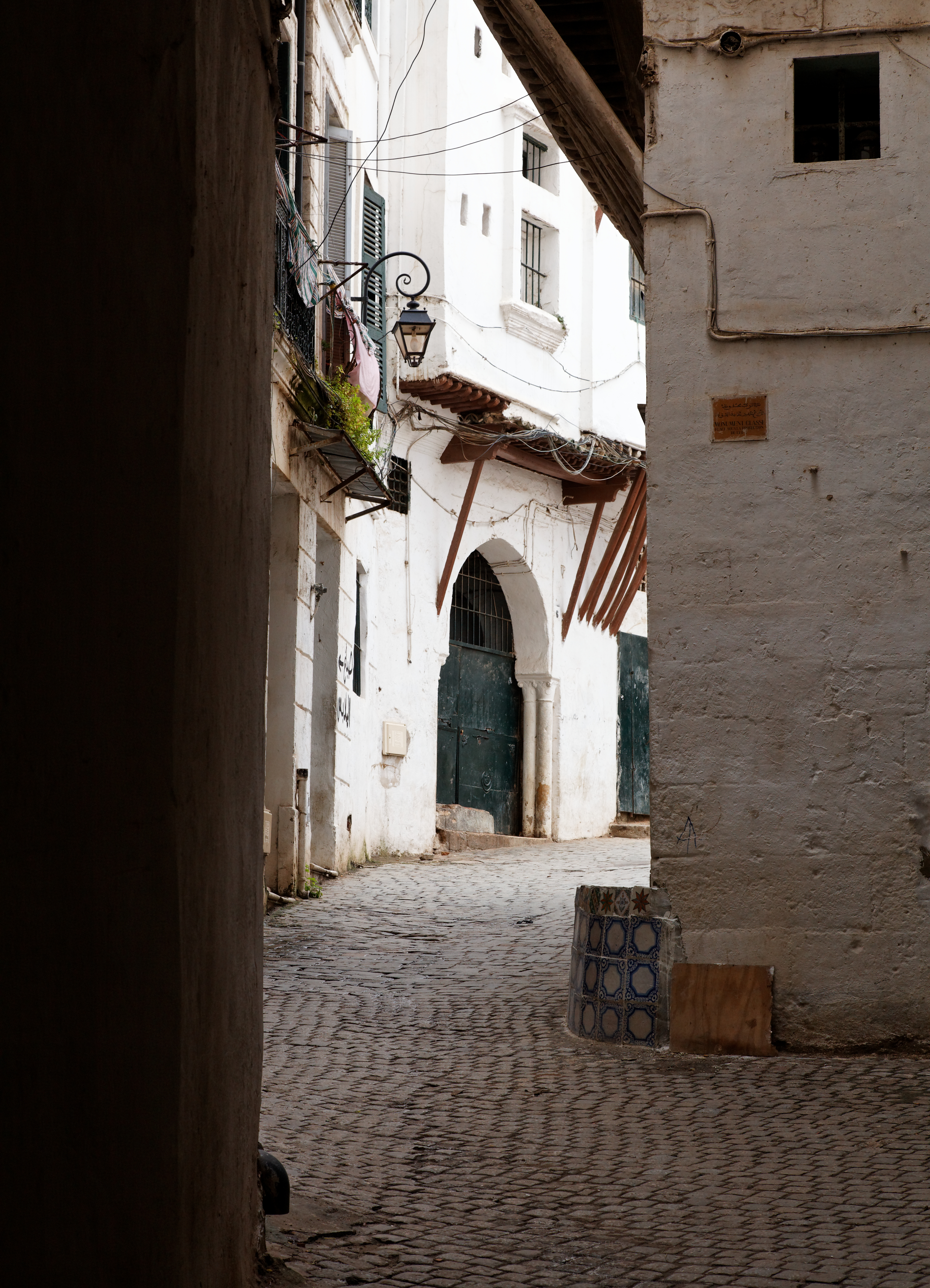
Ruelle de la Casbah d'Alger.
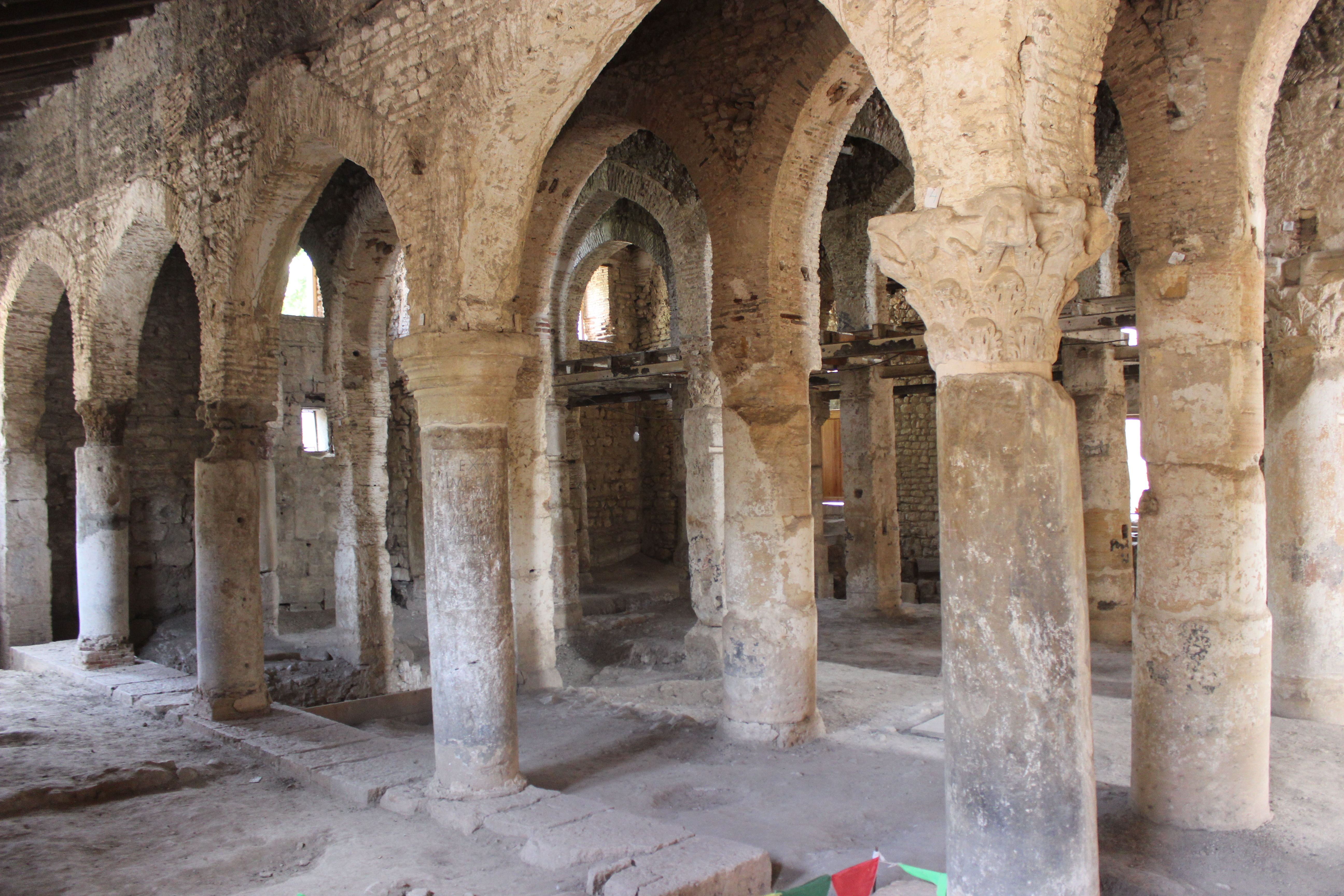
Salle de prière de la mosquée Abou al-Mouhajir Dinar, fondée vers 675-682 (55-62 H), considérée comme la deuxième plus ancienne mosquée du Maghreb après la grande mosquée de Kairouan en Tunisie
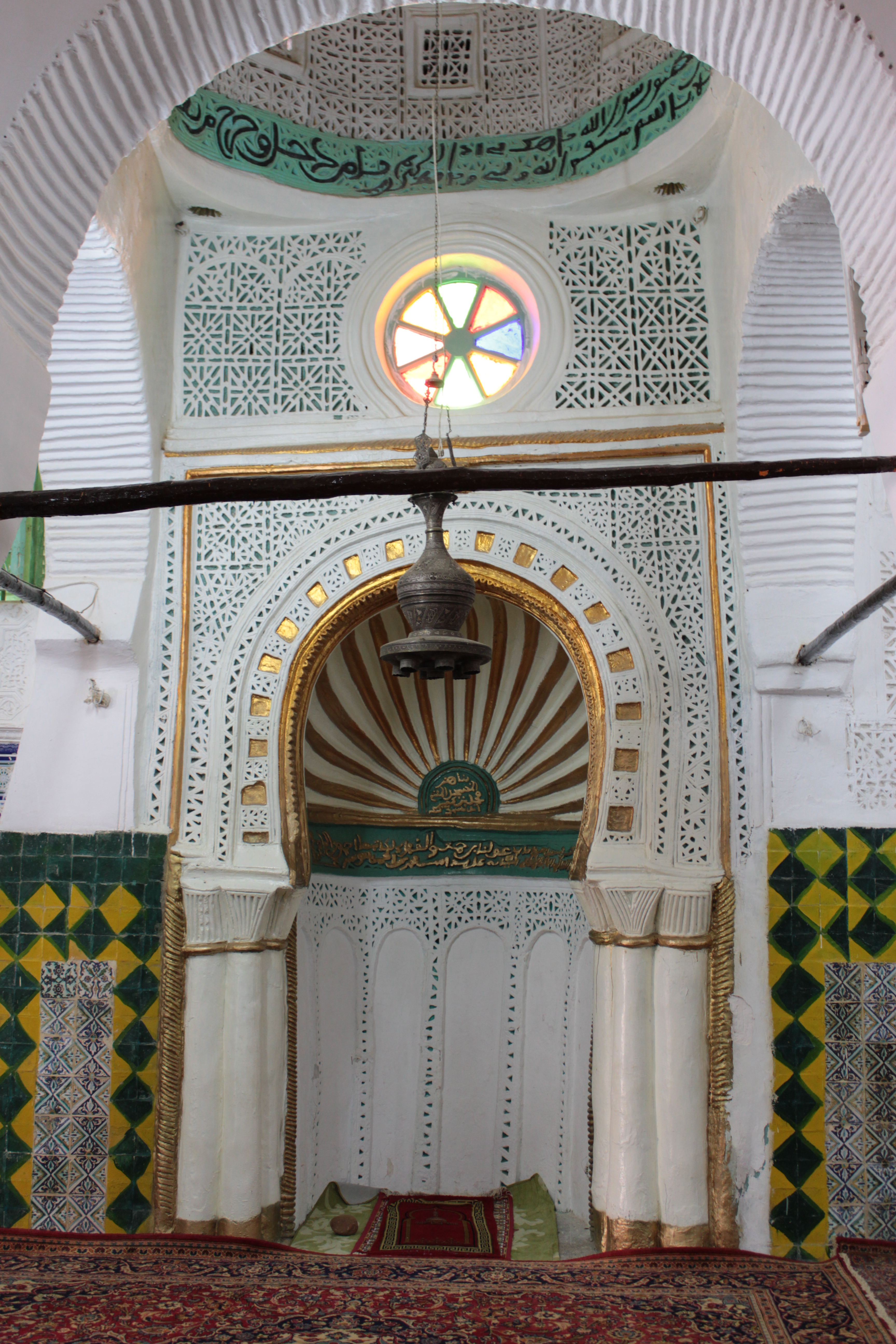
Mihrab de la Mosquée de Sidi Okba, construite en 686 et fait partie des plus anciennes mosquées du Maghreb.

## Dynasties islamiques berbères
Après la conquête musulmane initiale, la région fut contrôlée par plusieurs dynasties successives, notamment les Rustamides, les Aghlabides, le califat fatimide et les Zirides. En 790, Idris Ier, fondateur de la dynastie idrisside, fonda la mosquée d’Agadir sur le site de l’ancienne colonie romaine de Pomeria (qui deviendra plus tard Tlemcen), dont les vestiges ont été mis au jour par des archéologues modernes(p42). Les Rustamides établirent une nouvelle capitale à Tahert (près de l’actuelle Tiaret), occupée de façon saisonnière par ses habitants semi-nomades. Elle fut détruite par les Fatimides en 909 mais ses vestiges ont été excavés au XXe siècle. La ville était entourée d’une muraille fortifiée ponctuée de tours carrées. Elle abritait une mosquée hypostyle, une citadelle fortifiée sur un terrain plus élevé et un palais avec une grande cour, dans un plan rappelant celui des maisons traditionnelles(p41),(pp13–14).
En 934, au service du calife fatimide Al-Qaim bi-Amr Allah, le chef ziride Ziri ibn Manad fit construire un palais à 'Ashir (près de l’actuelle Kef Lakhdar en Algérie). Il s’agit de l’un des plus anciens palais du Maghreb à avoir été découvert et fouillé par les archéologues(p53). Édifié en pierre, il possédait un plan symétrique soigneusement conçu avec une grande cour centrale et deux cours plus petites dans les ailes latérales. Certains chercheurs estiment que ce plan imitait celui des palais fatimides aujourd’hui disparus de Mahdia(p67). Les Hammadides, une branche des Zirides, établirent leur base en Algérie et fondèrent en 1007 une nouvelle capitale fortifiée : la Qala'at Bani Hammad, au nord-est de l’actuelle M'Sila. Bien que la ville ait été abandonnée et détruite au XIIe siècle, elle a été fouillée par les archéologues modernes et constitue l'une des capitales islamiques médiévales les mieux préservées au monde, avec plusieurs palais et une mosquée monumentale:125.
Du XIe siècle tardif au début du XIIIe siècle, des portions variables du territoire algérien furent sous le contrôle des Almoravides et des Almohades, empires berbères qui régnaient en Afrique du Nord et sur l’Al-Andalus (la péninsule Ibérique musulmane). La grande mosquée de Tlemcen (1082), la grande mosquée d'Alger (1096–1097) et la grande mosquée de Nedroma (1145) comptent parmi les fondations majeures de l’époque almoravide,. La période almoravide, suivie de la période almohade, est considérée comme l’une des étapes les plus formatrices de l’architecture « mauresque » (islamique occidentale), établissant de nombreuses formes et motifs qui définissent les styles architecturaux de la région au cours des siècles suivants,,(p276).
Après les Almohades, la dynastie zianide régna depuis sa capitale principale à Tlemcen. Yaghmoracen Ibn Ziane (r. 1236–1283), fondateur de la dynastie, ajouta des minarets à l’ancienne mosquée d’Agadir et à la grande mosquée de Tlemcen(p179). Son successeur, Abou Saïd Uthman (r. 1283–1304), fonda en 1296 la mosquée de Sidi Bel Hasan, également à Tlemcen(p184). Les Zianides édifièrent d’autres fondations religieuses dans et autour de la ville, mais beaucoup n’ont pas survécu jusqu’à nos jours ou n’ont conservé que peu de leur aspect d’origine(p187). Les médersas, comme la médersa Tachfinia (fondée par Abû Tâshfîn, r. 1318–1337), furent de nouvelles institutions introduites au Maghreb au XIIIe siècle et se multiplièrent sous les Zianides et leurs contemporains(pp168, 187). La dynastie des Mérinides, basée à Fès, occupa Tlemcen par intermittence et laissa également son empreinte dans la région. Lors de son siège de la ville au début du XIVe siècle, le souverain marinide Abu Ya'qub fit construire un site fortifié à proximité nommé al-Mansurah, qui comprend la monumentale mosquée de Mansourah (commencée en 1303, aujourd’hui partiellement conservée),(pp184–186). Plus à l’est, Abu al-Hasan fonda la mosquée de Sidi Bu Madyan en 1338–1339(p195).

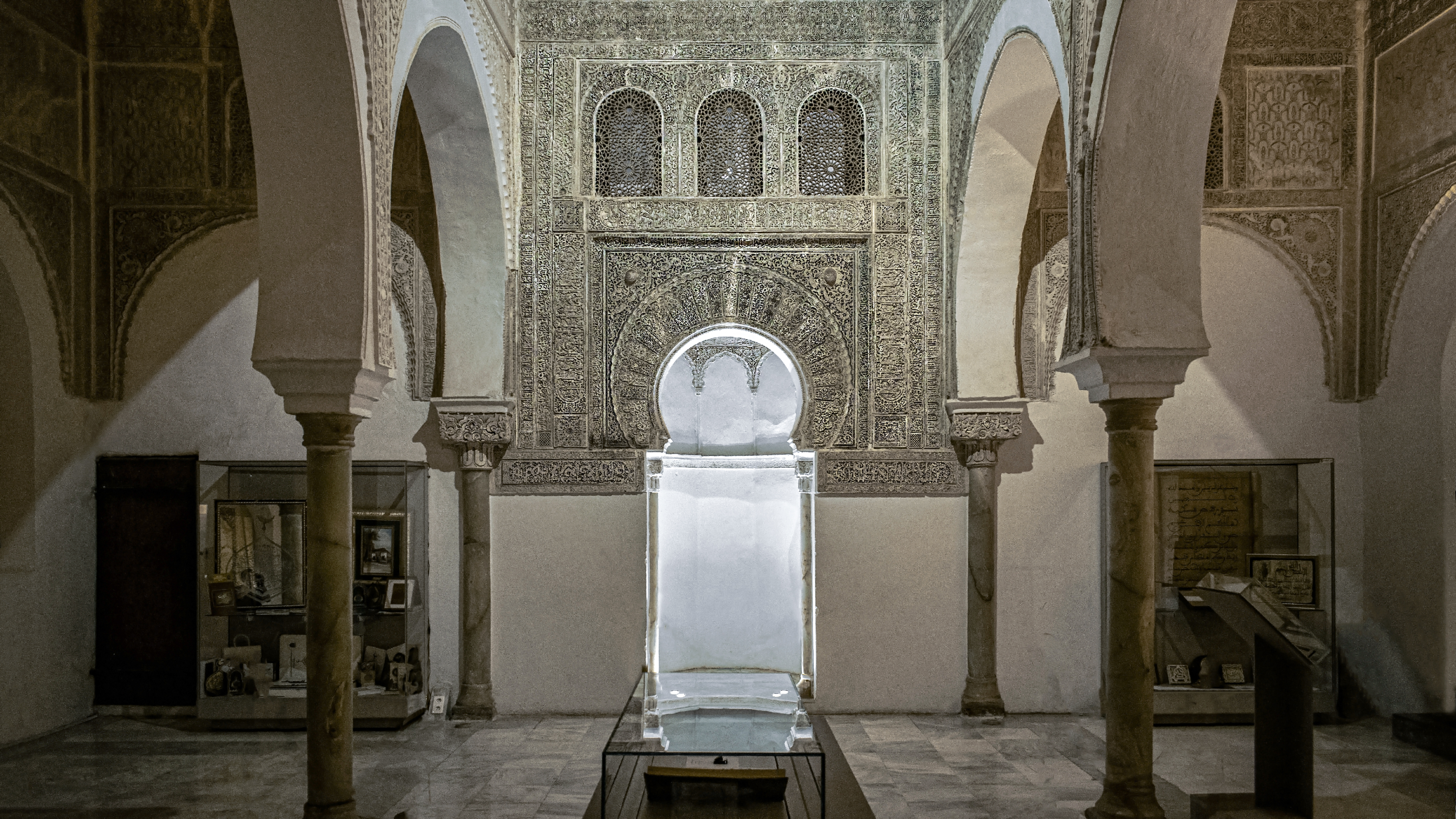
Mihrab de la mosquée de Sidi Bellahsen
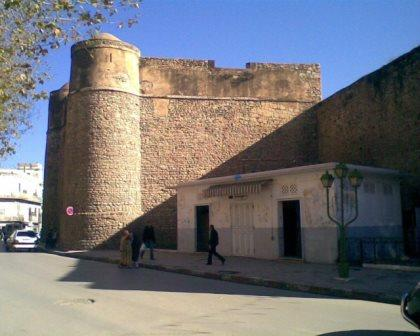
Remparts du Palais El Mechouar
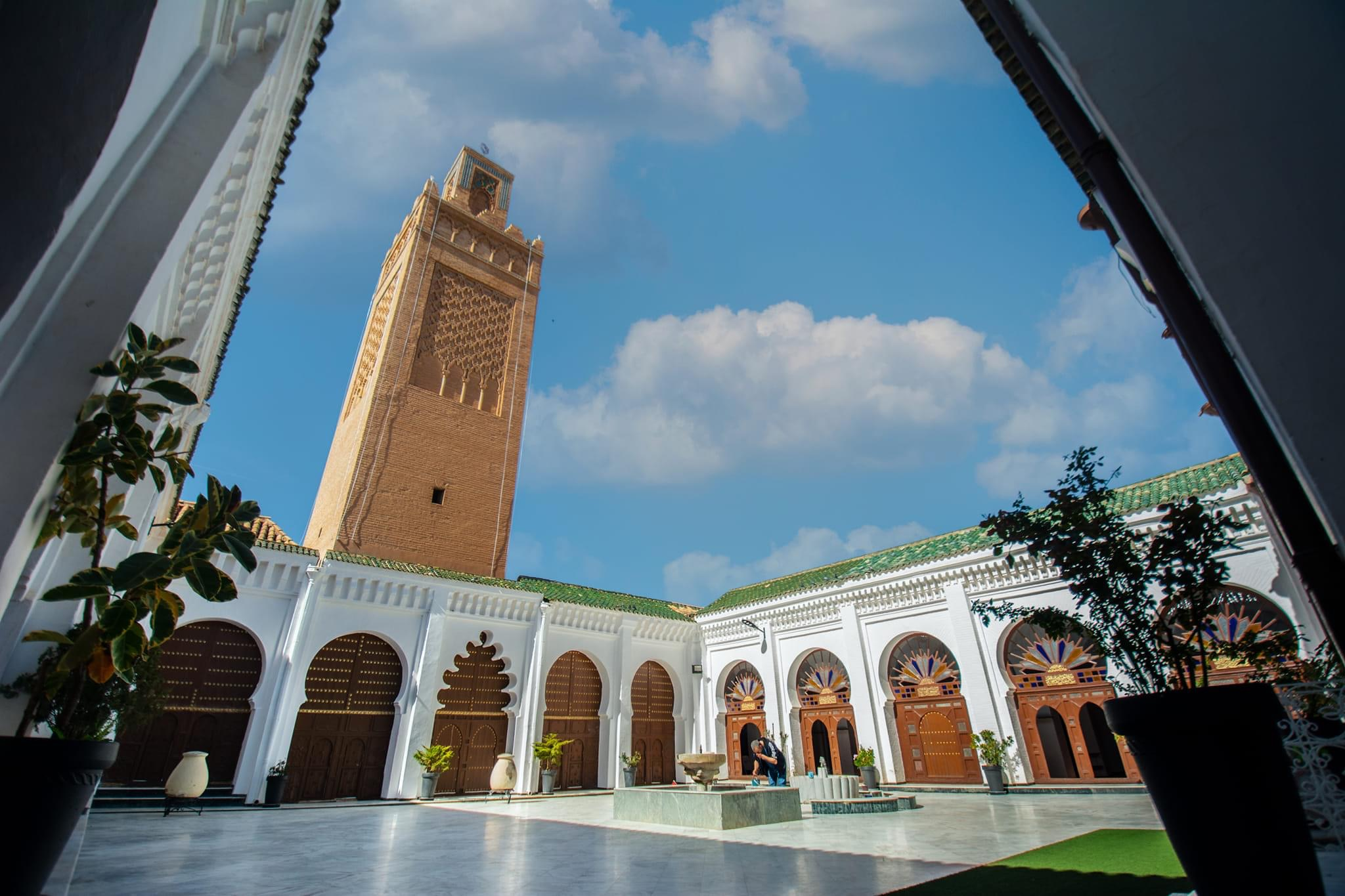
La Grande Mosquée de Tlemcen
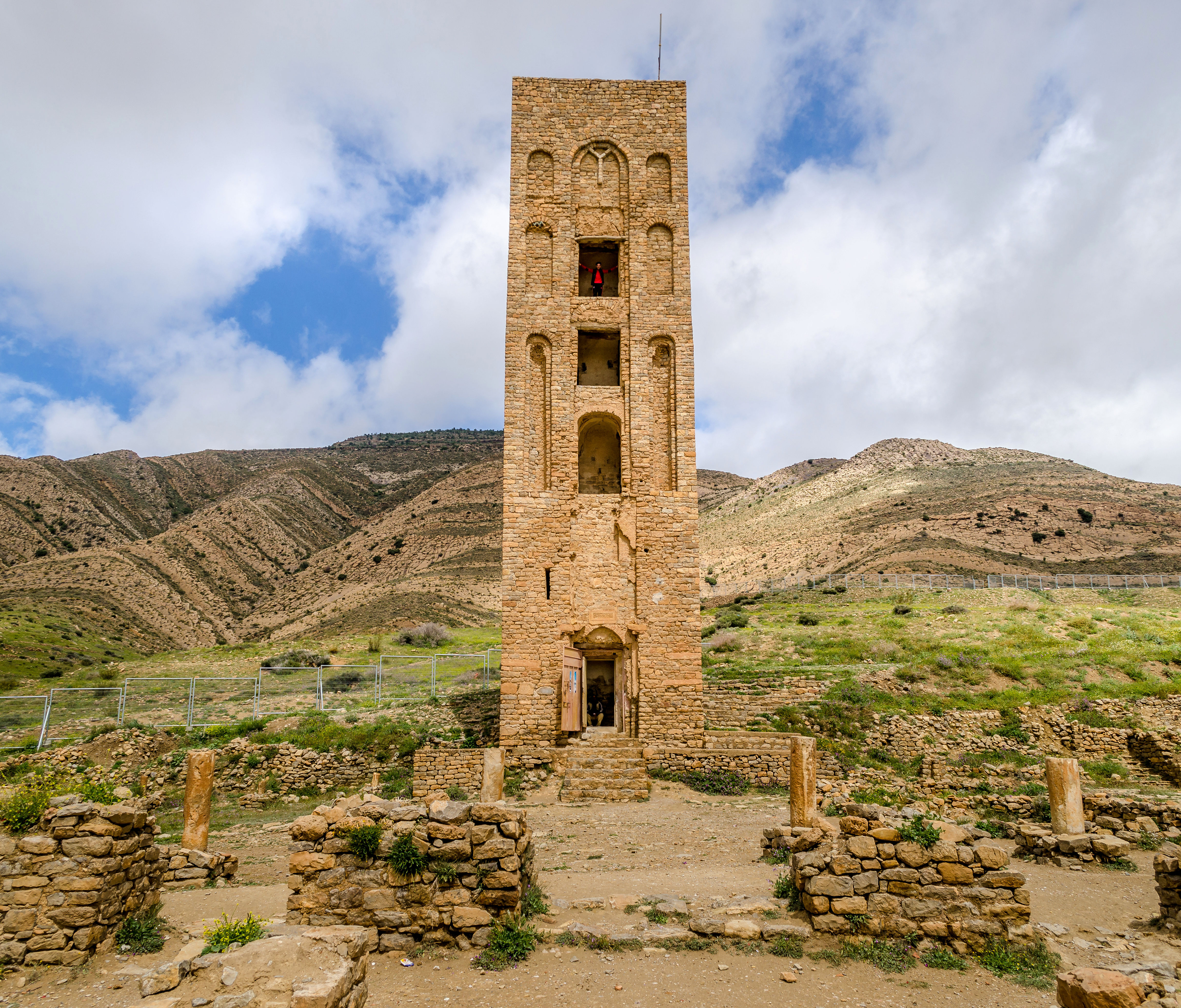
La Grande mosquée de Kalâa des Béni Hammad
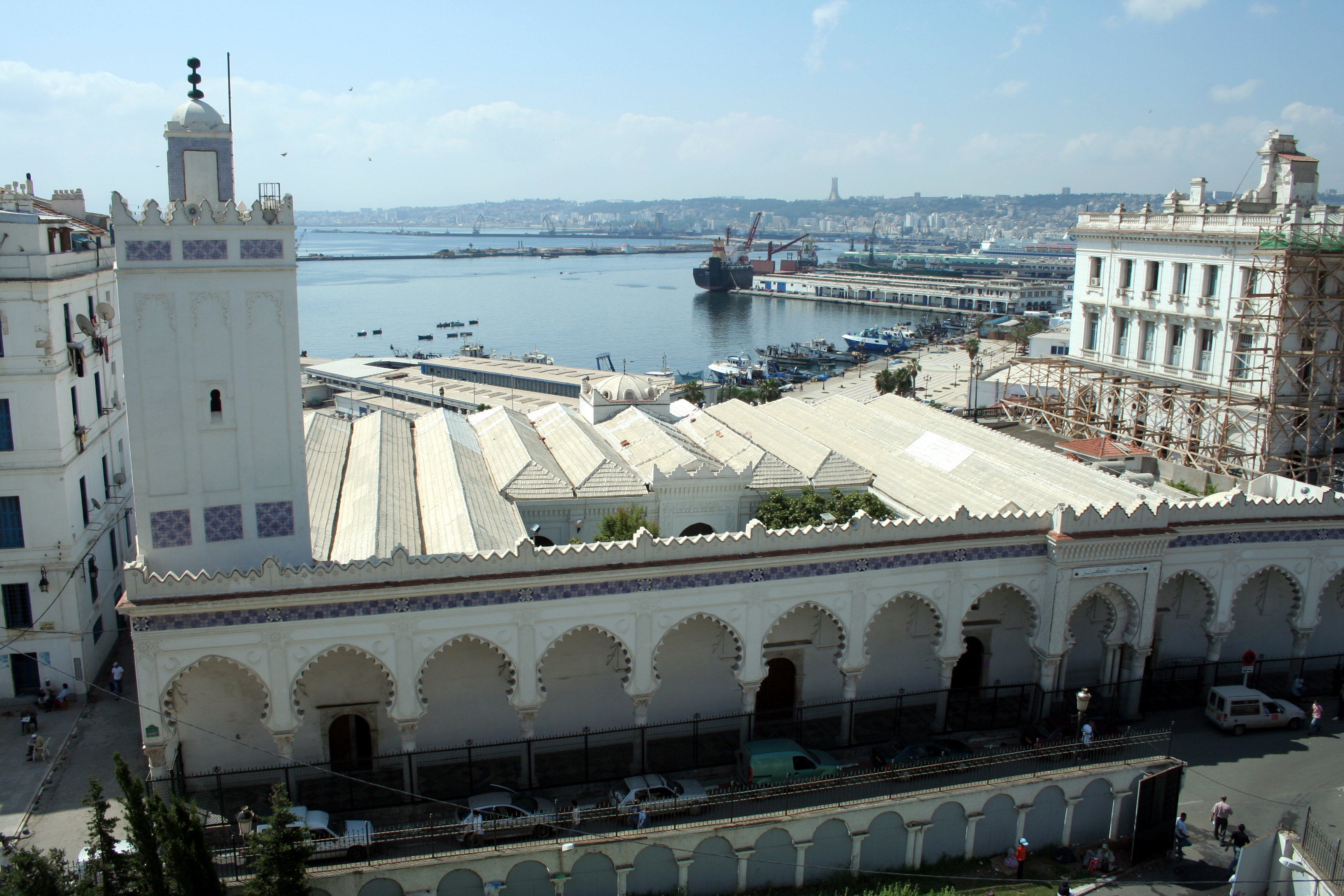
Djamaâ El Kebir à Alger
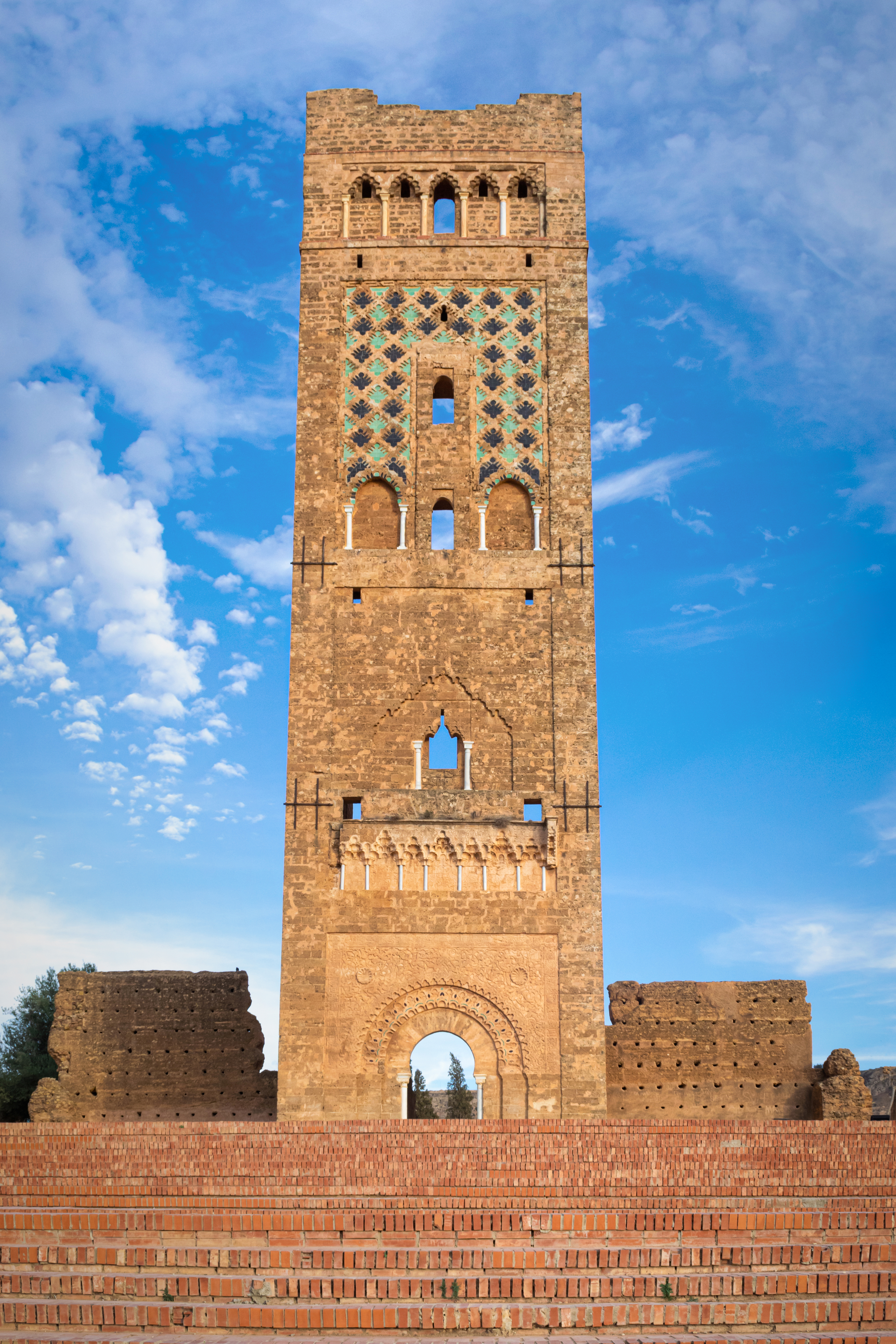
Minaret de la Mosquée de Mansourah

## Période ottomane
L'année 1519 marque la naissance de la Régence d'Alger, un état vassal de l’Empire ottoman bénéficiant d'une large autonomie. Sous l'influence ottomane, un style hybride se développa, influencé par les styles traditionnels turcs, notamment avec des mosquées à plan central et des panneaux de carreaux vernissés,. L’influence de l’architecture ottomane se limita en grande partie à la côte algérienne et, en particulier, à la capitale régionale Alger. Alger se développa en une grande ville et bénéficia d’un mécénat architectural régulier ; la plupart des monuments majeurs de cette période s’y trouvent donc. À l’inverse, la ville de Tlemcen, autrefois grande capitale, entra dans un relatif déclin et connut beaucoup moins d’activité architecturale(pp234–236).
Alger était protégée par une muraille d’environ 3,1 kilomètres de long, renforcée par des bastions et percée de cinq portes(p237),. Une citadelle-forteresse, la Kasbah (à l’origine du nom actuel « Casbah »), occupait le point le plus élevé de la ville. À la fin du XVIIIe siècle, la ville comptait plus de 120 mosquées, dont plus d’une douzaine de grandes mosquées. La majorité des habitants étaient approvisionnés en eau grâce à un système de cinq grands aqueducs et de milliers de citernes, la plupart des maisons possédant leur propre citerne privée. La partie basse de la ville, près du rivage, constituait le centre de l’administration ottomane et de la régence : on y trouvait les principaux marchés, mosquées, résidences de notables, casernes des janissaires, bâtiments administratifs (comme la monnaie) et palais(p237),.

### Architecture religieuse
L’architecture des mosquées à Alger durant cette période témoigne de la convergence de multiples influences, ainsi que de particularités que l’on peut attribuer aux innovations des architectes locaux(pp238–240). Des coupoles d’influence ottomane furent introduites dans la conception des mosquées, mais les minarets continuèrent généralement à être construits avec des fûts de section carrée plutôt que ronds ou octogonaux, conservant ainsi la tradition locale, contrairement à l’architecture contemporaine de la Tunisie ottomane et des autres provinces ottomanes, où le minaret en forme de « crayon » constituait un symbole de la souveraineté ottomane(p238),,.
La plus ancienne mosquée subsistant de la période ottomane en Algérie est la mosquée d'Ali Bitchin d’Alger, commandée en 1622 par un Ali Bitchin, un converti d’origine italienne(p238). La mosquée est construite sur une plateforme surélevée et était autrefois associée à divers annexes, dont un hospice, un hammam et un moulin. Un minaret et une fontaine publique se trouvent à son angle nord-est. La salle de prière intérieure est centrée autour d’un espace carré couvert par un grand dôme octogonal reposant sur quatre grands piliers et des pendentifs. Cet espace est entouré sur ses quatre côtés par des galeries ou nefs, chacune couverte par une rangée de petits dômes. Du côté ouest de l’espace central, cette galerie est profonde de deux travées (c’est-à-dire composée de deux nefs au lieu d’une), tandis que sur les autres côtés, y compris celui du mihrab, les galeries n’ont qu’une seule travée de profondeur(p238). La mosquée fut convertie en église par les Français en 1834 et modifiée, mais après l’indépendance de l’Algérie, elle fut reconvertie en mosquée et son plan d’origine fut reconstitué(p238). La mosquée Ketchaoua, fondée à l’origine au début du XVIIᵉ siècle, fut reconstruite par Baba Hassan en 1794 avec un plan quasi identique à celui de la mosquée Ali Bitchin(p238). En 1832, elle fut transformée en cathédrale et à partir de 1848 elle fut profondément remaniée, ce qui explique sa forme et son apparence très différentes aujourd’hui. Plusieurs autres mosquées d’Alger présentent (ou présentaient) un plan similaire : la mosquée Es-safir, reconstruite en 1826, la mosquée Es-sayida, construite par Mohamed Ben Othmane (r. 1766–1791) et démolie par les Français en 1832, ainsi que deux autres mosquées édifiées dans ou près de la qasba par Hussein Dey juste après son accession au pouvoir en 1818(pp237–238),(pp426–432).
Le plan particulier de ces mosquées, avec un grand dôme central flanqué de rangées de plus petits dômes sur chaque côté, était sans précédent au Maghreb avant son apparition dans l’Alger du XVIIᵉ siècle. L’utilisation d’un grand dôme central, ainsi que d’autres éléments comme les fondations sur une plateforme surélevée, témoigne clairement d’un lien avec l’architecture ottomane. Cependant, le plan diffère sensiblement de celui des mosquées de l’architecture ottomane métropolitaine d’Istanbul et des autres sites dynastiques ottomans. Certains chercheurs, comme Georges Marçais, ont suggéré que les architectes ou les commanditaires auraient pu être influencés par les mosquées de l’époque ottomane édifiées dans les provinces Levantines de l’Empire, d’où étaient originaires nombre de dirigeants d’Alger(p238),(p432).
L’exemple le plus remarquable d’architecture ottomane en Algérie est Djamaâ el Djedid à Alger. Elle fut construite en 1660–1661 par al-Hajj Habib, l’un des janissaires d’Alger, et devint l’une des plus importantes mosquées hanafites de la ville(p239),(p433). La mosquée possède un dôme central circulaire soutenu par quatre piliers, mais au lieu d’être entouré de petits dômes, il est flanqué sur ses quatre côtés d’espaces largement voûtés en berceau, de petites travées voûtées ou couvertes de coupoles occupant les angles entre ces voûtes en berceau. L’espace voûté en berceau au nord du dôme (côté entrée) est allongé, donnant aux principaux espaces voûtés de la mosquée une configuration en croix qui rappelle une cathédrale chrétienne(pp239–241). Le minaret de la mosquée présente une forme traditionnelle avec un fût carré surmonté d’une petite lanterne. Sa décoration simple comprend des carreaux de faïence ; les cadrans d’horloge visibles aujourd’hui furent ajoutés ultérieurement. À l’intérieur, on trouve une plateforme surélevée, analogue au dikka des mosquées ottomanes, sous le dôme principal. Le minbar en marbre adopte une forme ottomane ornée de détails italianisants. Le mihrab présente une forme plus traditionnelle de l’Islam occidental, avec un arc en fer à cheval et un décor de stuc, bien que l’ornementation qui l’entoure soit surmontée de formes en demi-médaillon et en quart de médaillon de style ottoman(pp239–241),(pp433–434). Le plan général de la mosquée et ses détails témoignent ainsi d’un mélange manifeste d’influences ottomanes, maghrébines et européennes. L’architecte étant inconnu, Jonathan M. Bloom (en) suggère qu’il pourrait s’agir d’un architecte local qui se serait contenté de prendre le modèle général des mosquées ottomanes comme point de départ avant de développer sa propre interprétation(pp240–241).
Comme dans le reste du Maghreb, les tombeaux des grandes figures musulmanes et des saints soufis constituaient des lieux religieux importants. Le mausolée de Sidi Abderrahmane Et-Thaâlibi, érudit soufi du XVe siècle d’une grande importance pour Alger, fut couvert en 1611 par un mausolée voûté qui contenait des chapiteaux et des colonnes en marbre rappelant nettement ceux de l’architecture saadienne de Marrakech, ce qui suggère qu’il pouvait ressembler aux tombeaux saadiens et avoir un lien avec des architectes de Marrakech(pp434–435),(pp241–242). Celui-ci fut reconstruit en 1696 en une zaouïa qui comprenait le mausolée, une mosquée, un hospice et des installations pour les ablutions, entre autres éléments. Contrairement à l’usage dans d’autres régions du Maghreb, le complexe ne comporte pas de madrasa. Le nouveau mausolée est surmonté d’un dôme de style plus ottoman, semblable à ceux des mosquées mentionnées plus haut. Un nouveau minaret fut également construit avec un dessin unique : un fût carré dont l’extérieur est enveloppé d’une arcade sur trois niveaux(pp434–435),(pp241–242).
Contrairement aux dynasties contemporaines de la Tunisie et du Maroc voisins, et contrairement aux anciens Zianides de Tlemcen, les dirigeants d’Alger ne construisirent pas de grandes médersas dans leur capitale(p437),(p242). Certaines furent néanmoins édifiées ailleurs. L’un des gouverneurs de Constantine, Salah Bey, fit construire deux médersas dans cette ville : la médersa de Sidi el-Kettani en 1775 et la médersa de Sidi al-Akhdar en 1779(p437). Bien qu’elles ne soient pas aussi élaborées que les anciennes madrasas médiévales du Maghreb, l’une d’elles se distingue par l’adjonction d’un mausolée contenant les restes de Salah Bey et de certains membres de sa famille. La pratique consistant à adosser le mausolée d’un souverain ou d’un mécène politique à la madrasa qu’il a fondée était courante au Caire, à l’est, mais rare au Maghreb(p437).

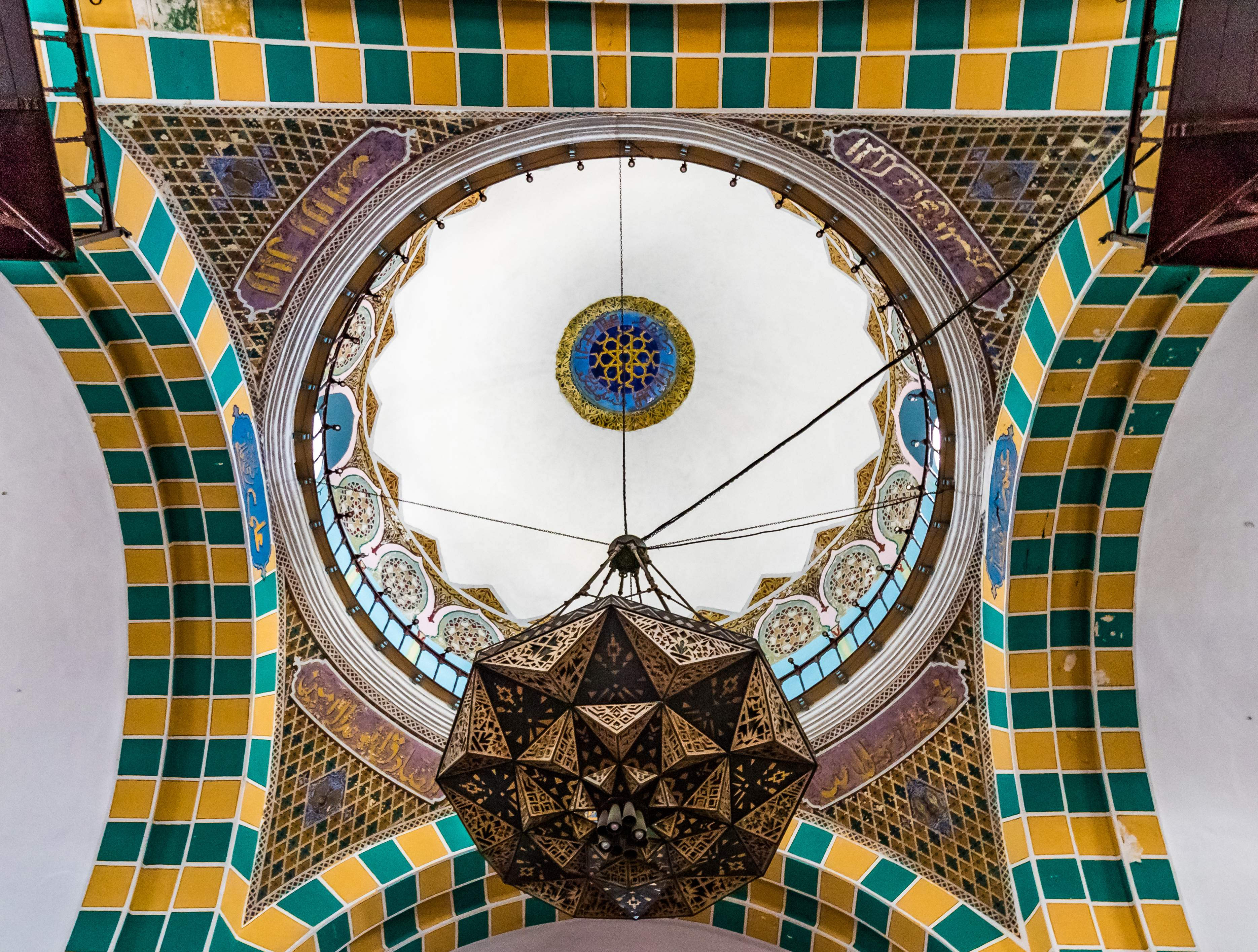
Vue intérieure du dôme principal de Djamaâ el Djedid
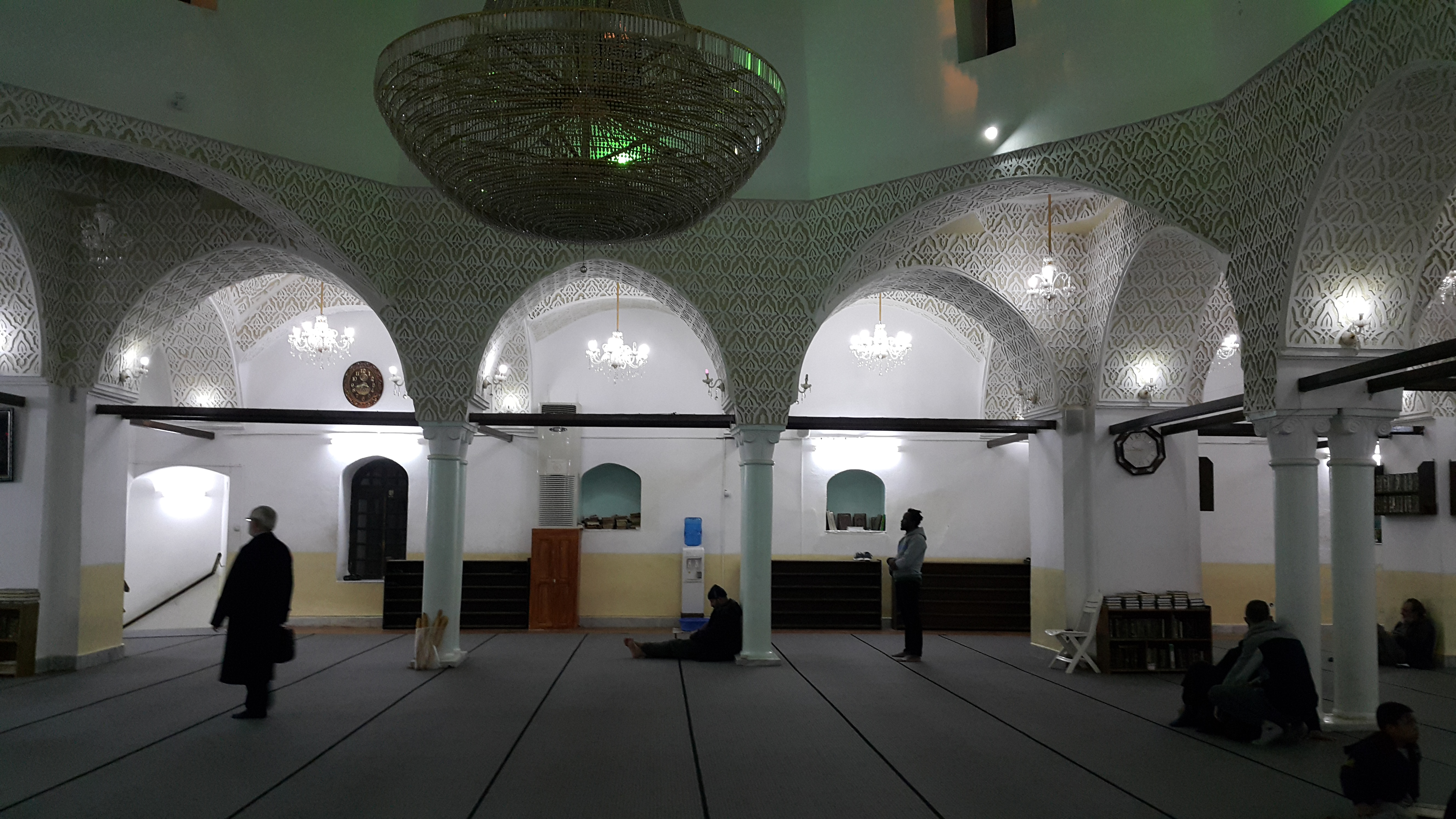
Salle de prière de la Mosquée d'Ali Bitchin
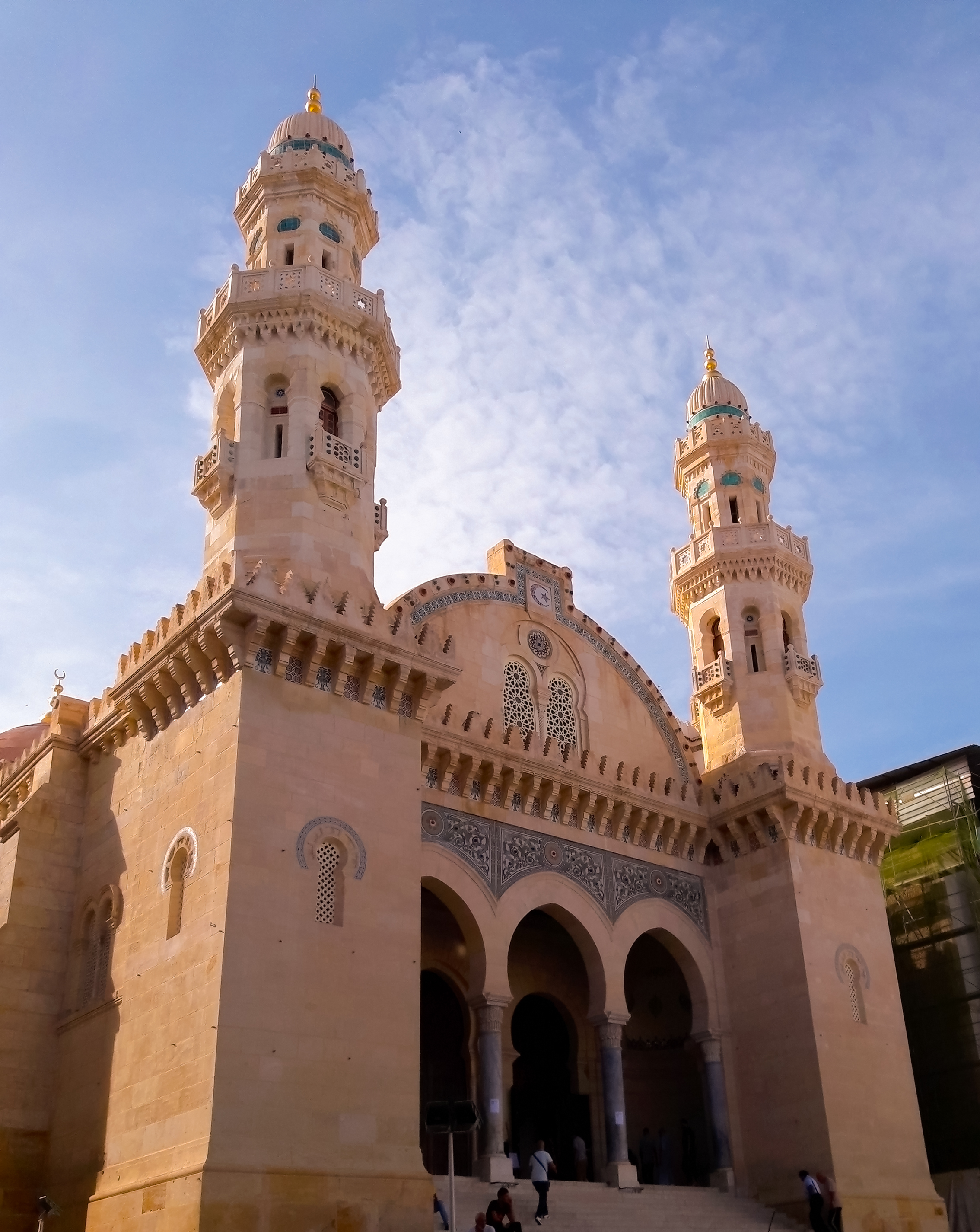
Vue de l'extérieur de la Mosquée Ketchaoua d'Alger
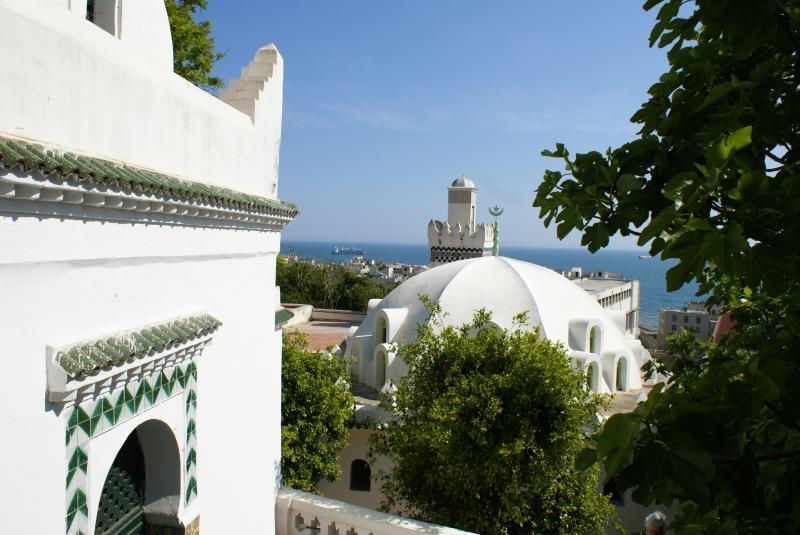
Vue sur la coupole et le minaret de la Mosquée Sidi Abderrahmane

### Architecture palatiale et domestique
Le palais résidentiel du souverain à Alger, la Janina ou Jenina (« Petit Jardin »), était situé au centre d’un vaste complexe palatial connu sous le nom de Palais de la Jénina, dans la partie basse de la ville. Ce complexe servit de palais du pouvoir jusqu’en 1816, lorsque le dey se déplaça à Dar es-Soltane après un bombardement britannique de la ville cette année-là(p237),. Selon certaines descriptions historiques, le complexe comprenait deux grandes cours. La seconde cour, plus petite que la première, abritait en son centre une grande fontaine avec un bassin carré. Dans un angle de cette cour, un large escalier donnait accès à une galerie menant au trône du souverain d’Alger. La galerie était bordée de colonnes en marbre de chaque côté, pavée de carreaux de céramique et comportait en son centre un jet d’eau avec un bassin octogonal(p237),(pp437–438). À côté du palais se trouvait une mosquée officielle, la mosquée al-Sa‘ida, construite par Muhammad Ibn ‘Uthman au XVIIIᵉ siècle(p237). Après la conquête française en 1830, la majeure partie de la ville basse d’Alger, y compris le palais de la Jénina et sa mosquée, fut détruite et remplacée par des rues et des bâtiments de style européen. En conséquence, la majeure partie du tissu historique de la ville datant d’avant le XIXᵉ siècle qui subsiste aujourd’hui se trouve dans la ville haute, désormais connue sous le nom de Casbah (le nom étant appliqué de façon générale et non plus seulement à l’ancienne citadelle)(p237),.
Un seul exemple d’architecture issu du complexe du Palais de la Jénina a survécu jusqu’à aujourd’hui : le Dar Aziza, un petit palais qui fut transformé en résidence de l’archevêque pendant la période coloniale. On pense qu’il a été construit au XVIᵉ siècle, bien que son environnement ait beaucoup changé depuis(p242),. À l’origine situé sur un terrain en pente, il comportait plusieurs niveaux. Son rez-de-chaussée initial, qui ressemblait un peu à un sous-sol, abritait des entrepôts, des cuisines, des écuries et des boutiques donnant sur l’extérieur, mais ces structures ont disparu depuis, et l’étage supérieur est devenu le rez-de-chaussée actuel. Le bâtiment principal est une structure à deux étages organisée autour d’une cour intérieure carrée. La cour est entourée sur ses quatre côtés d’une galerie à deux niveaux avec des arcs en fer à cheval brisés reposant sur des colonnes de marbre. Divers carreaux de céramique, du stuc sculpté, des fenêtres à moucharabieh et une fontaine ornent l’ensemble, la décoration étant généralement plus riche au niveau supérieur. Les pièces de l’étage supérieur sont également plus grandioses et comprennent la principale salle de réception. Un grand escalier relie le sol de cette cour à une annexe, la dwira, partiellement démolie au XIXᵉ siècle. Cet escalier monumental est inhabituel dans l’architecture domestique nord-africaine de cette époque et suggère que les bâtisseurs connaissaient peut-être l’architecture européenne(pp242–243),.
La citadelle supérieure, la kasbah, est mieux conservée que le Dar al-Sultan (Palais de la Jénina), mais son caractère était davantage militaire que palatial. La forteresse fut commencée sur ordre de Arudj Barberousse en 1516 et achevée en 1590, remplaçant une ancienne citadelle située légèrement plus bas. Jusqu’au XIXᵉ siècle, la kasbah abritait les plus grandes casernes de janissaires de la ville. Elle comportait une mosquée, des entrepôts, des boutiques et d’autres bâtiments à usage militaire. Ses épais remparts, longs de 530 mètres, étaient également intégrés aux anciennes murailles de la ville. Un bastion arrondi au sud-ouest contribuait à la défense de la ville de ce côté. Après que Ali Khodja eut transféré la résidence des Deys à la kasbah en 1816, son successeur, Hussein Dey développa davantage la citadelle en résidence et centre administratif(p438),. En plus des entrepôts, écuries et autres installations militaires, la citadelle se dota d’une salle du conseil (diwan), d’un tribunal et de divers bureaux administratifs. Un grand bâtiment octogonal au centre de la citadelle était autrefois une fabrique de munitions. Le palais du Dey, situé au nord-ouest de la citadelle, comprenait des appartements privés, y compris un harem, ainsi qu’une salle du trésor, deux mosquées (la mosquée du Dey et une autre pour les janissaires), un hammam et des cuisines. L’élément le plus remarquable de l’intérieur du palais est une cour entourée d’une galerie à trois niveaux,(p438),. Les environs du palais comprenaient également deux principaux jardins et un parc d’autruches.
Un certain nombre d’autres palais ou demeures de riches de l’époque ottomane ont également été conservés en Algérie, présentant généralement des caractéristiques similaires telles qu’un vestibule ou un couloir d’entrée (sqifa), une cour intérieure centrale (wast ad-dar), une structure à plusieurs niveaux et une annexe (dwira). Dans les grandes maisons, les principales salles de réception comportaient souvent une alcôve voûtée ou une petite pièce sous coupole à l’arrière, appelée (bahw), qui dépassait du bâtiment et pouvait être richement décorée(pp441–444). Parmi les autres exemples à Alger figurent le Palais Mustapha Pacha, datant de 1799,, et la résidence connue sous le nom de Palais des Raïs, datant du XVIᵉ siècle. Plusieurs villas suburbaines ou campagnardes ont également été conservées en dehors de la ville fortifiée, elles aussi caractérisées par des cours intérieures(p242),(p445). Entre 1826 et 1835, le souverain indépendant Ahmed Bey, à Constantine, fit construire un palais comprenant des cours et deux grands jardins intérieurs(p234),(p438).

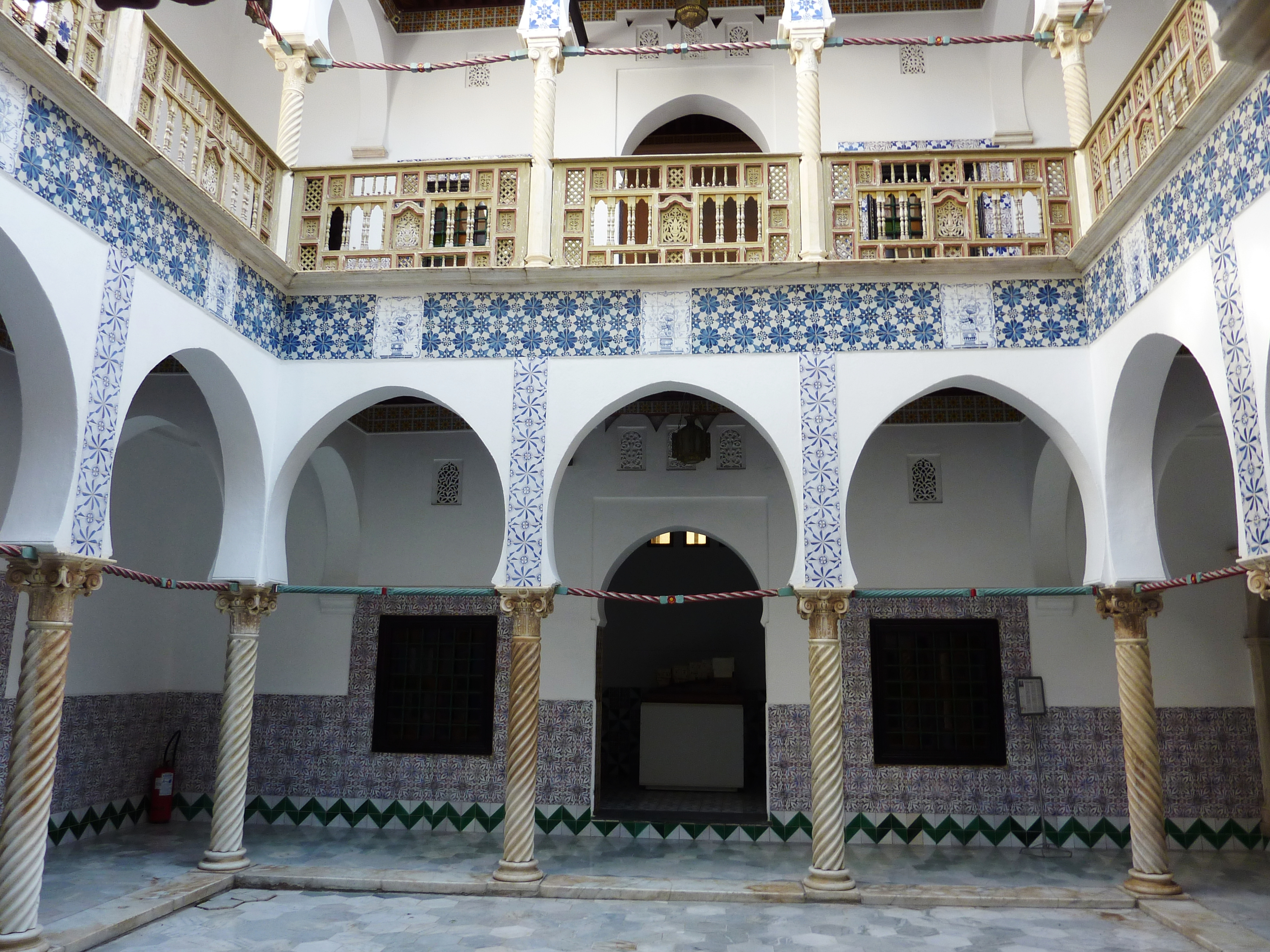
Exemple d’une cour intérieure traditionnelle dans le Palais des Raïs, construit au XVIᵉ siècle
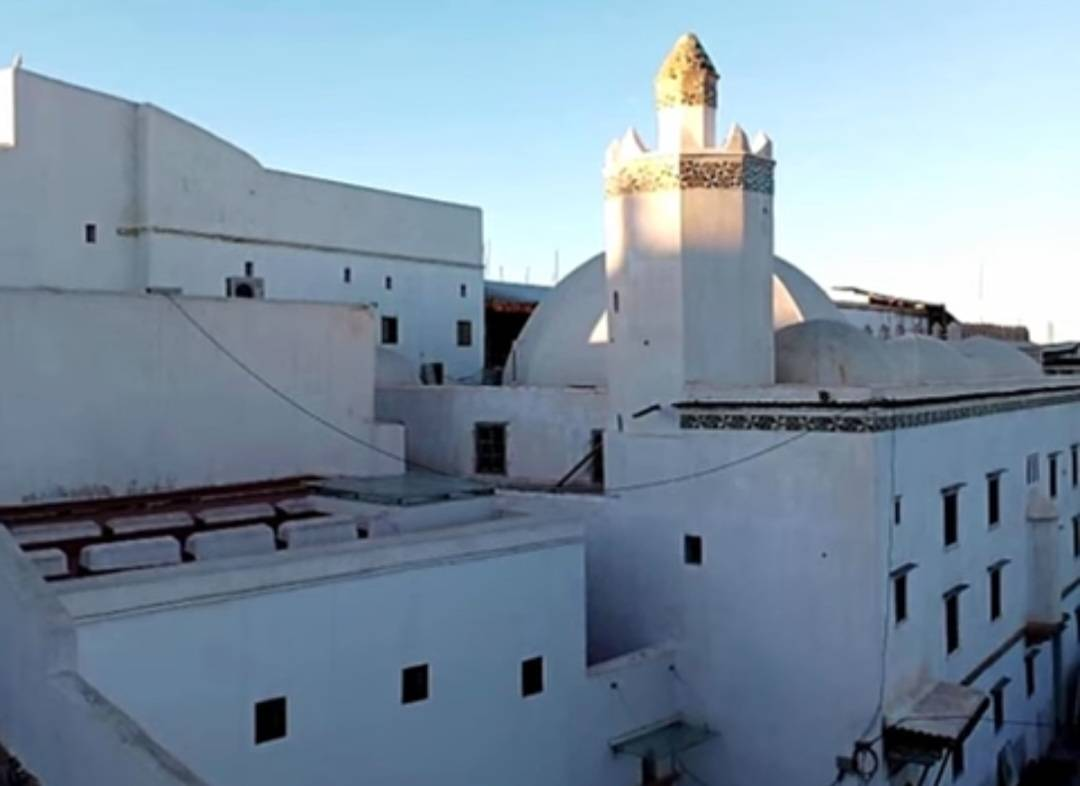
La Citadelle d'Alger
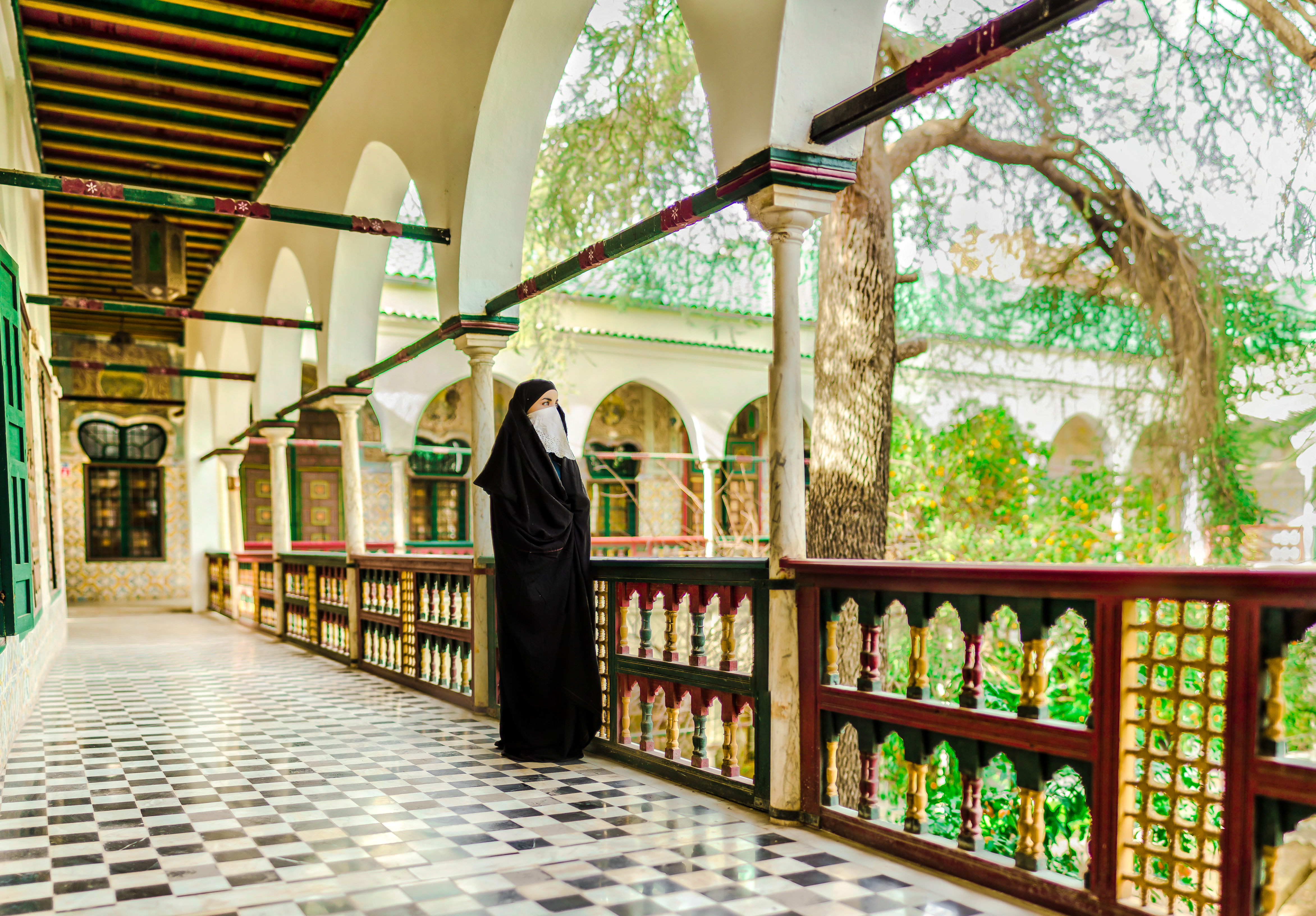
L'intérieur du Palais Ahmed Bey
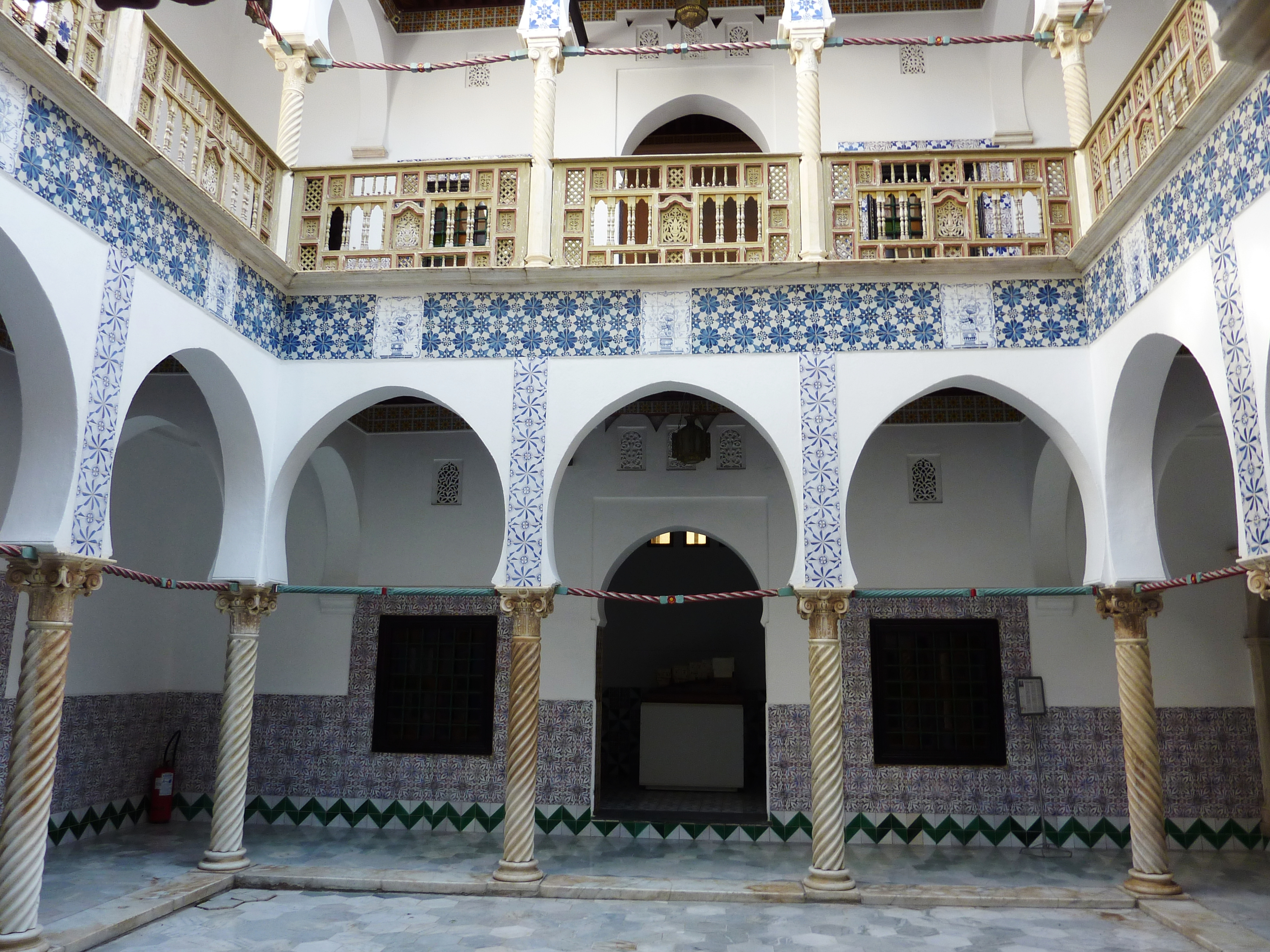
Le patio du Palais des Raïs
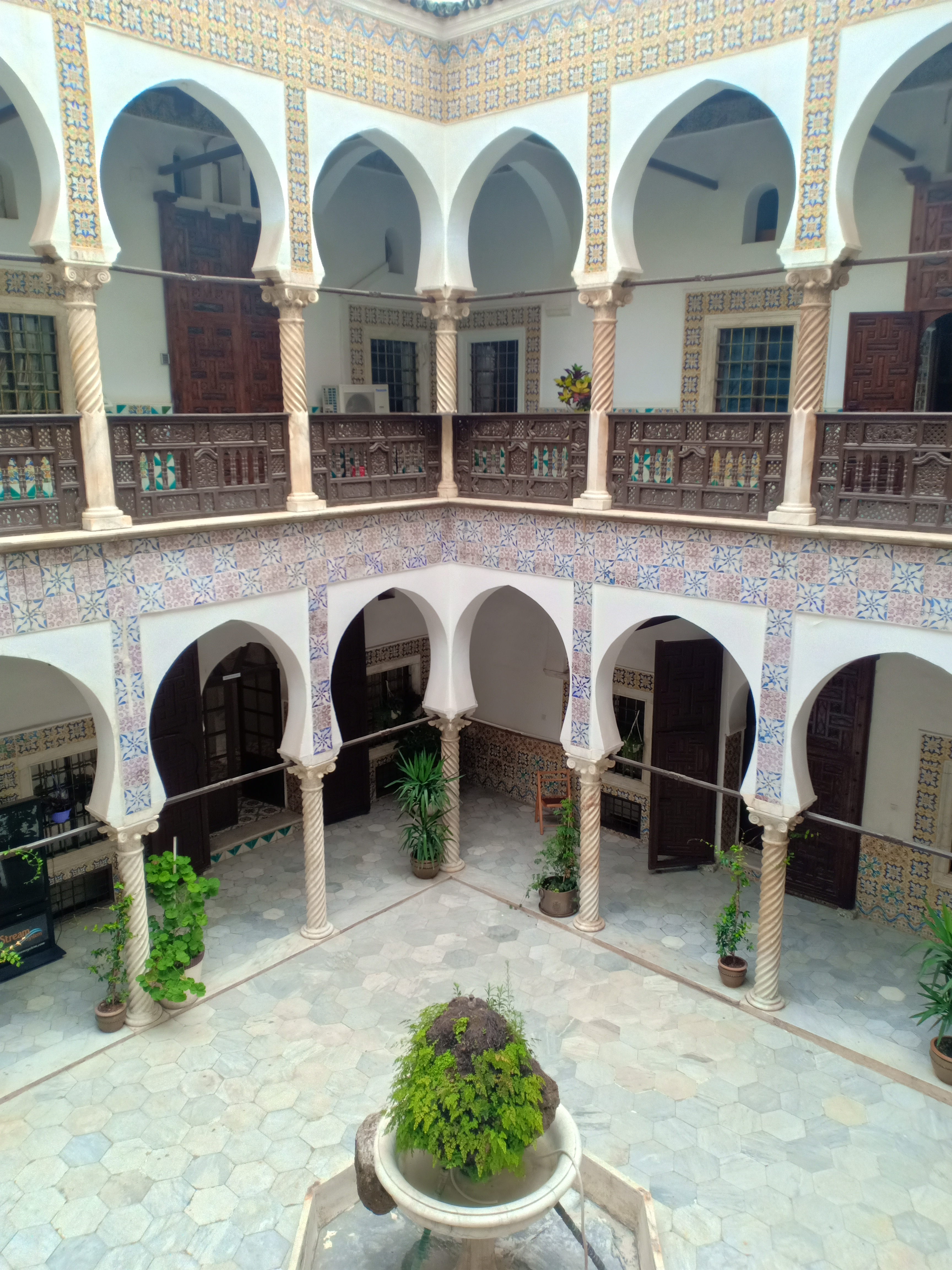
Palais Mustapha Pacha
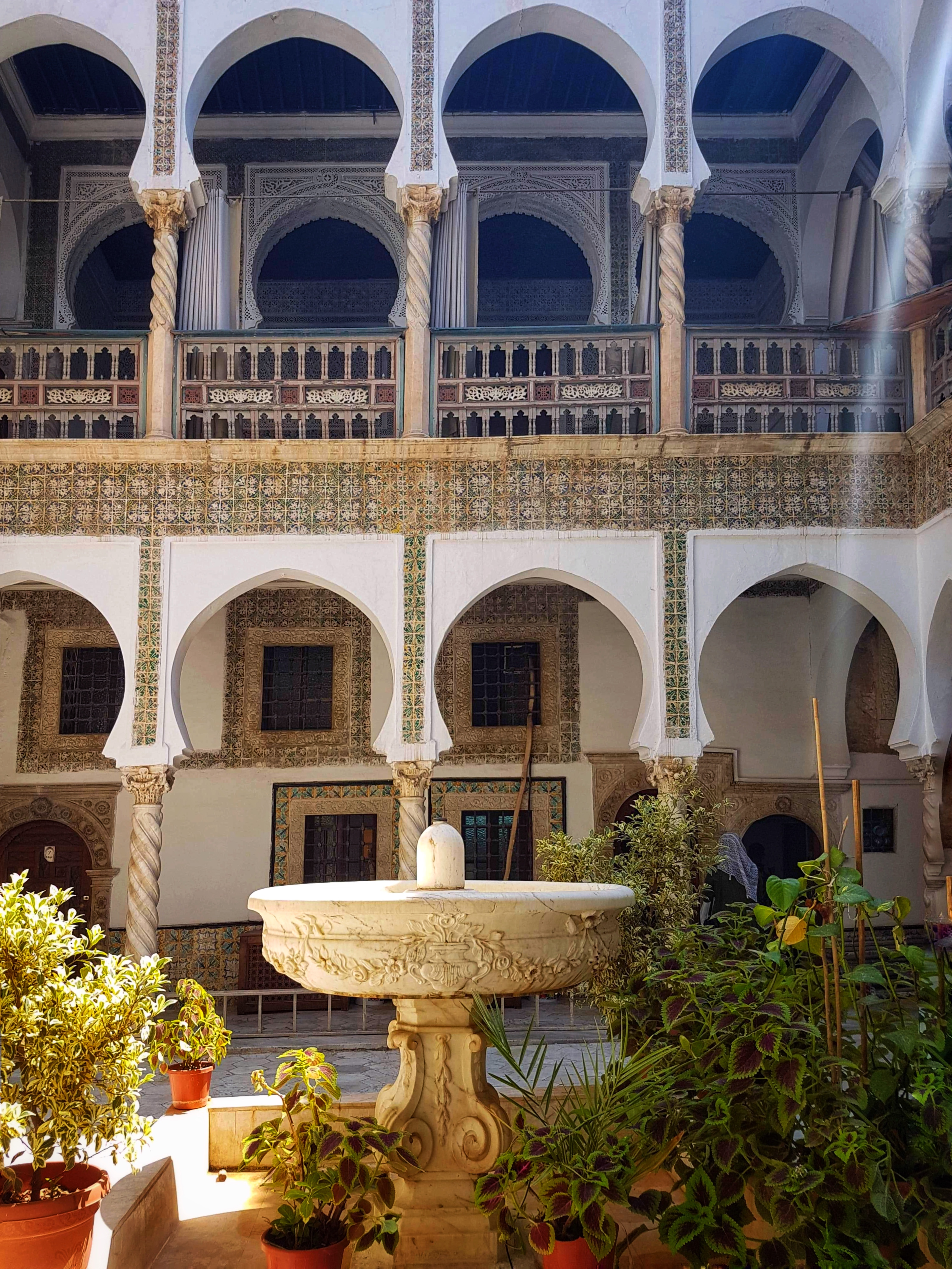
Dar Khedaoudj el Amia
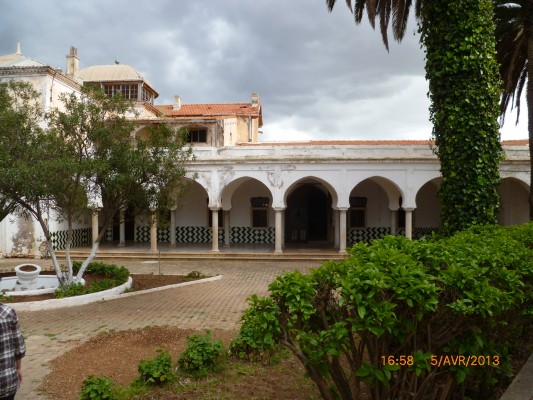
Palais du Bey à Oran

## Période coloniale

### Début de l’époque coloniale
En 1830, la France envahit l’Algérie et entama son règne colonial sur le pays. L’architecture algérienne du début de la période coloniale fut marquée par les efforts français de restructuration de la ville islamique au moyen de l’ingénierie militaire. Animée par un sentiment de supériorité militaire et culturelle sur leurs sujets coloniaux, la première administration française chercha à transformer radicalement les structures urbaines existantes des villes algériennes afin de faciliter la logistique de l’occupation militaire et de refléter culturellement celles de la France.
Les premiers bâtiments construits par l’administration française s’inspiraient en grande partie de plusieurs styles européens établis, notamment le style néo-baroque et le style néo-byzantin. À la fin du XIXᵉ siècle et au début du XXᵉ siècle, la majorité des urbanistes et architectes coloniaux français se considéraient investis de la mission de remodeler les villes algériennes pour refléter la régularité, la symétrie et les équipements publics caractéristiques de la métropole. Les gouvernements coloniaux conçurent de nouveaux aménagements selon des lignes droites et des angles droits et mirent en place de nombreux équipements publics, tels que des hôpitaux et des bureaux de poste.

### Style arabisant
L’architecture coloniale en Algérie a connue un tournant au début des années 1900 avec la nomination de Charles Lutaud au poste de gouverneur général en 1903. Lutaud prônait l’adoption de la politique culturelle coloniale d’« association » de l’Algérie à la France plutôt que son assimilation, imposant que les édifices publics soient construits dans le style hybride de l’arabisance néo-mauresque,,. En référence aux politiques de Lutaud, la combinaison de l’architecture mauresque avec les styles architecturaux européens en Algérie est parfois désignée sous le nom de style Jonnart en référence à Charles Jonnart,,.

### Modernisme
Au cours des décennies suivantes, la formation d'une nouvelle élite académique coloniale et l'avènement du modernisme entraînèrent une période d'expérimentations architecturales qui éloigna encore davantage l'architecture algérienne des styles européens établis. Durant cette période, l’Algérie s’affirma comme un lieu privilégié pour les expérimentations modernistes des architectes français. Le Palais du Gouvernement d’Alger en est représentatif.
Dans les années 1930, Alger devint un centre pour les intellectuels de l’architecture. En 1932, la branche algéroise de la Société des Architectes Modernes (SAM) fut fondée ; cette société défendait le modernisme et imposait à ses membres de construire selon les « principes de l’esthétique moderne ». L’année suivante, la ville accueillit la première Exposition d’urbanisme et d’architecture moderne.
La vocation de l’Algérie comme « laboratoire » de l’expérimentation architecturale s’incarne sans doute le mieux dans le plan directeur non réalisé de Le Corbusier pour Alger, conçu entre 1932 et 1942. Ce projet officieux, intitulé Plan Obus, prévoyait un ensemble d’aménagements construits au-dessus de la casbah existante, autour d’un ambitieux réseau de ponts et de voies surélevées
Durant les années 1950 et 1960, l’architecture algérienne, notamment celle d’Alger, fut marquée par de nouvelles idées de modernisme urbain influencées par Le Corbusier. Les architectes Bernard Zehrfuss, Louis Miquel et Fernand Pouillon édifièrent de nombreux bâtiments modernistes majeurs en Algérie au cours de ces décennies, parmi lesquels les ensembles résidentiels Diar El Mahçoul et Climat de France,. Durant cette époque, les architectes coloniaux français furent profondément divisés par des désaccords sur les philosophies d’intégration raciale entre les résidents français et algériens.
Dans les dernières années de l’Algérie coloniale, l’administration française lança le Plan de Constantine de 1959, qui visait à développer davantage de logements sociaux, en particulier pour les habitants des bidonvilles. Ces projets, appelés cités de recasement ou millions, furent critiqués pour avoir offert à leurs habitants des conditions de vie supposées plus dégradantes que celles de leurs bidonvilles d’origine.

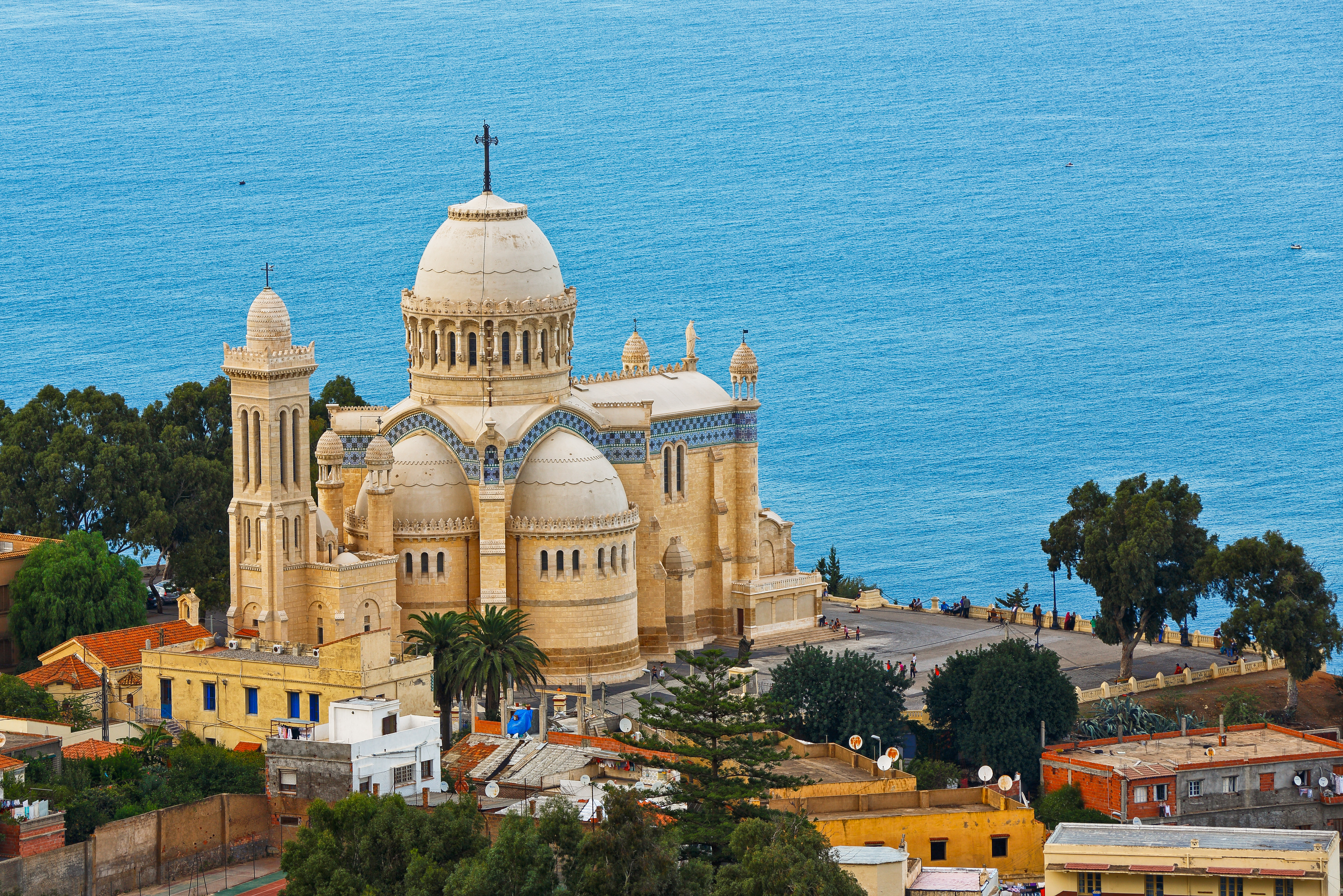
Notre-Dame d'Afrique (J. E. Fromageau, 1858) est un exemple emblématique de l’architecture néo-byzantine en Algérie.
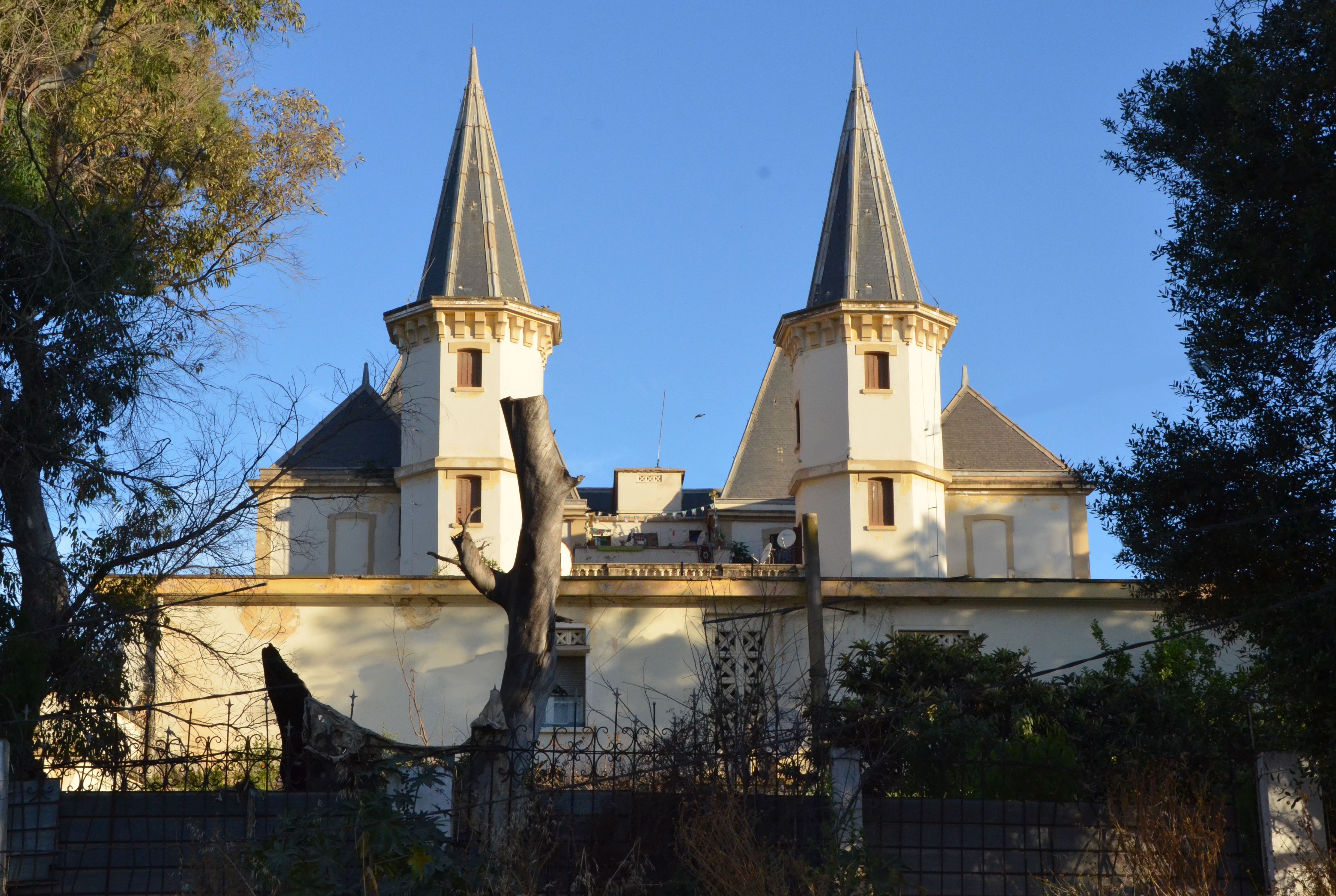
Château Béraud, abrite actuellement l'école des jeunes aveugles, à Draria
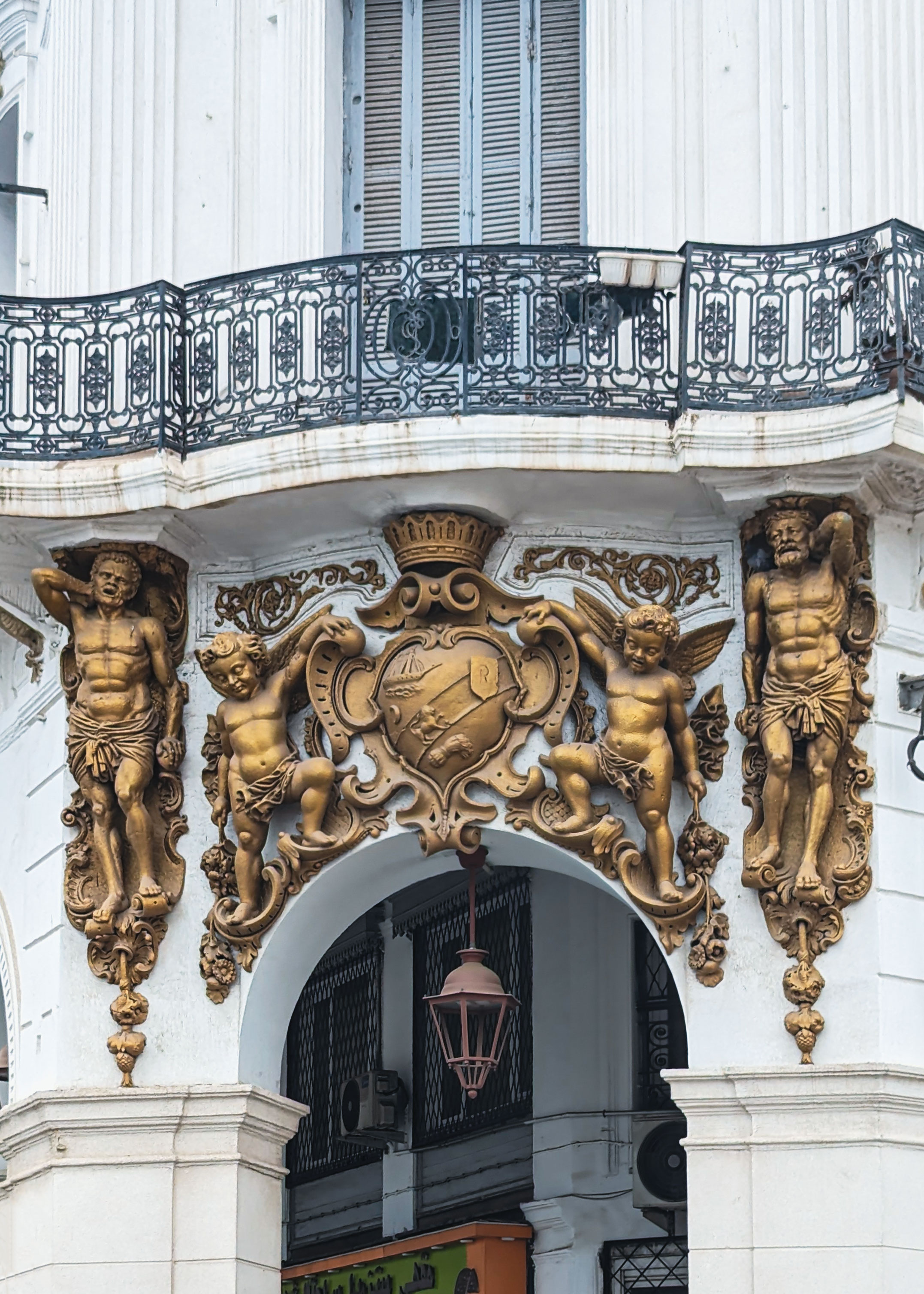
Bâtiment à Alger-Centre (Avenue 1er Novembre, Alger)
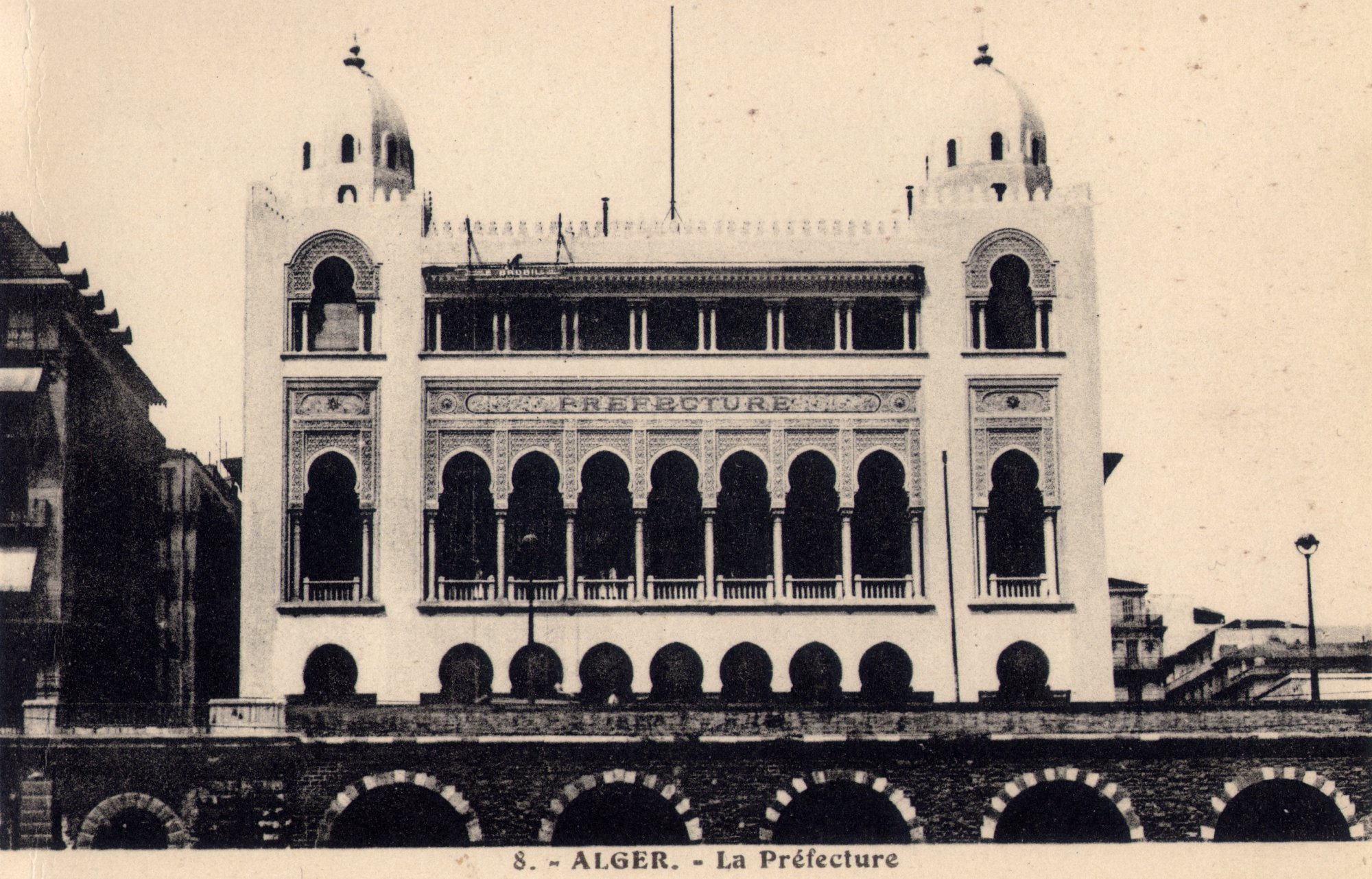
L’hôtel de Préfecture, aujourd’hui siège de la wilaya d'Alger
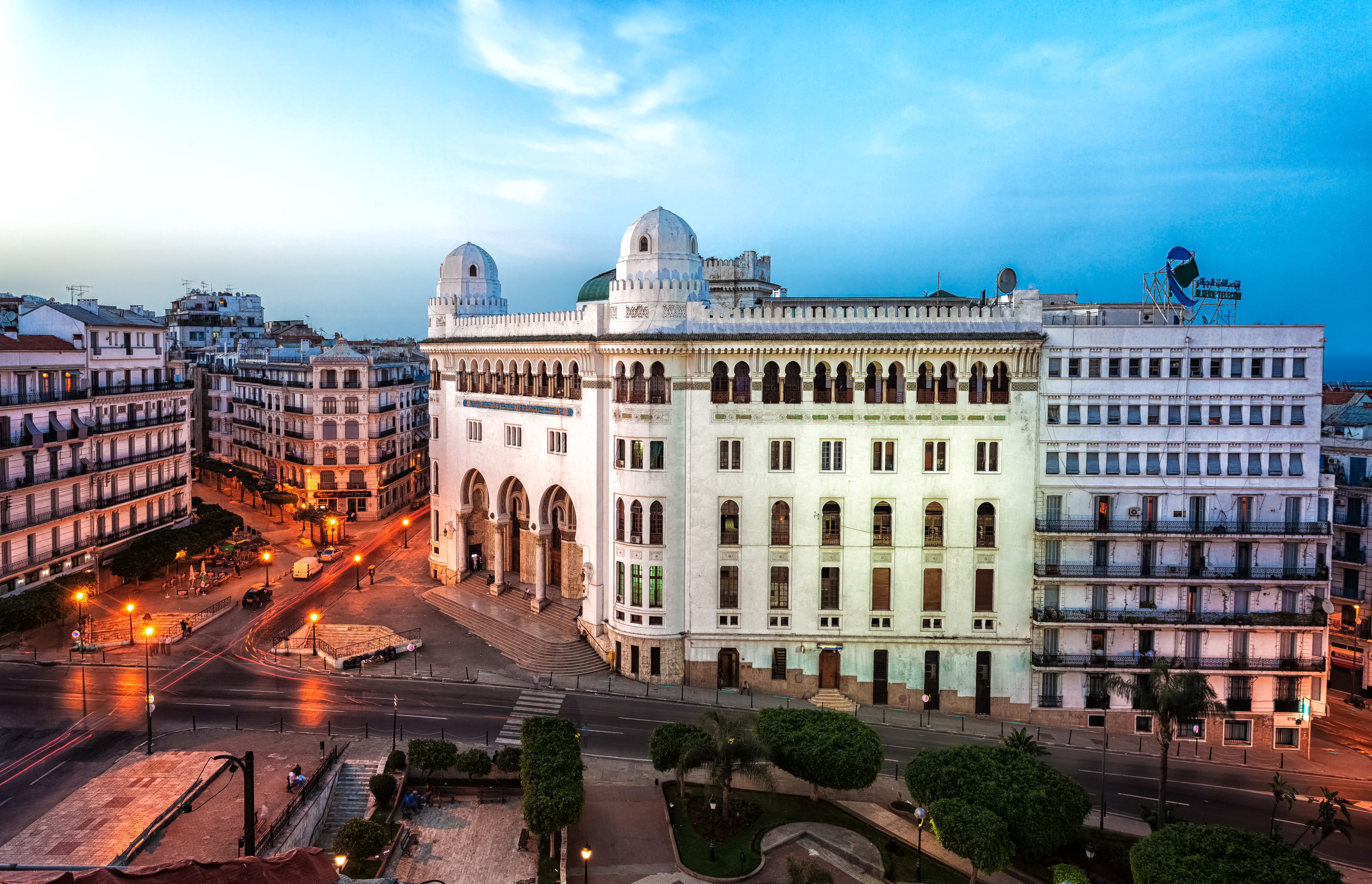
La grande Poste d'Alger
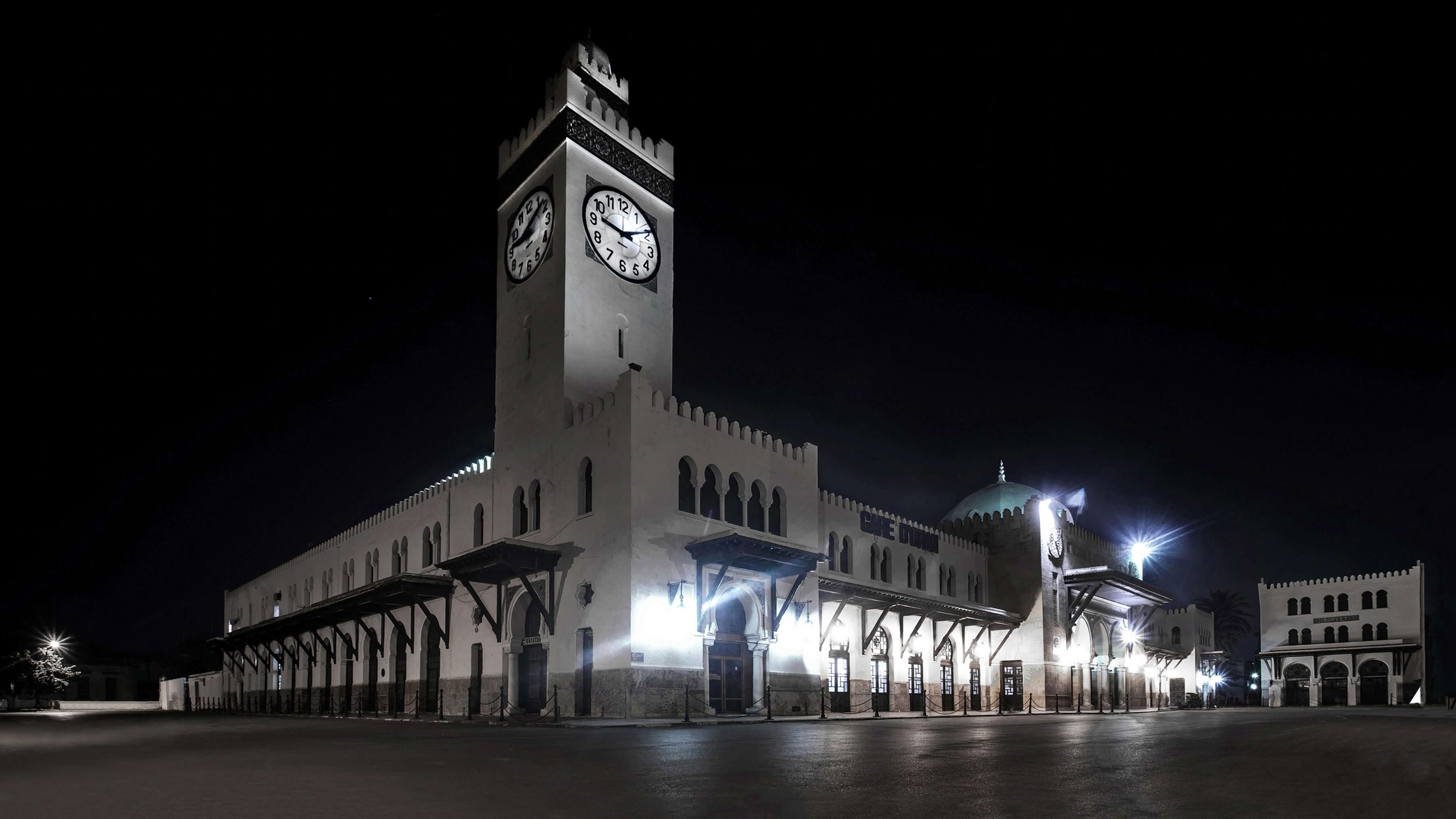
La gare ferroviaire d'Oran
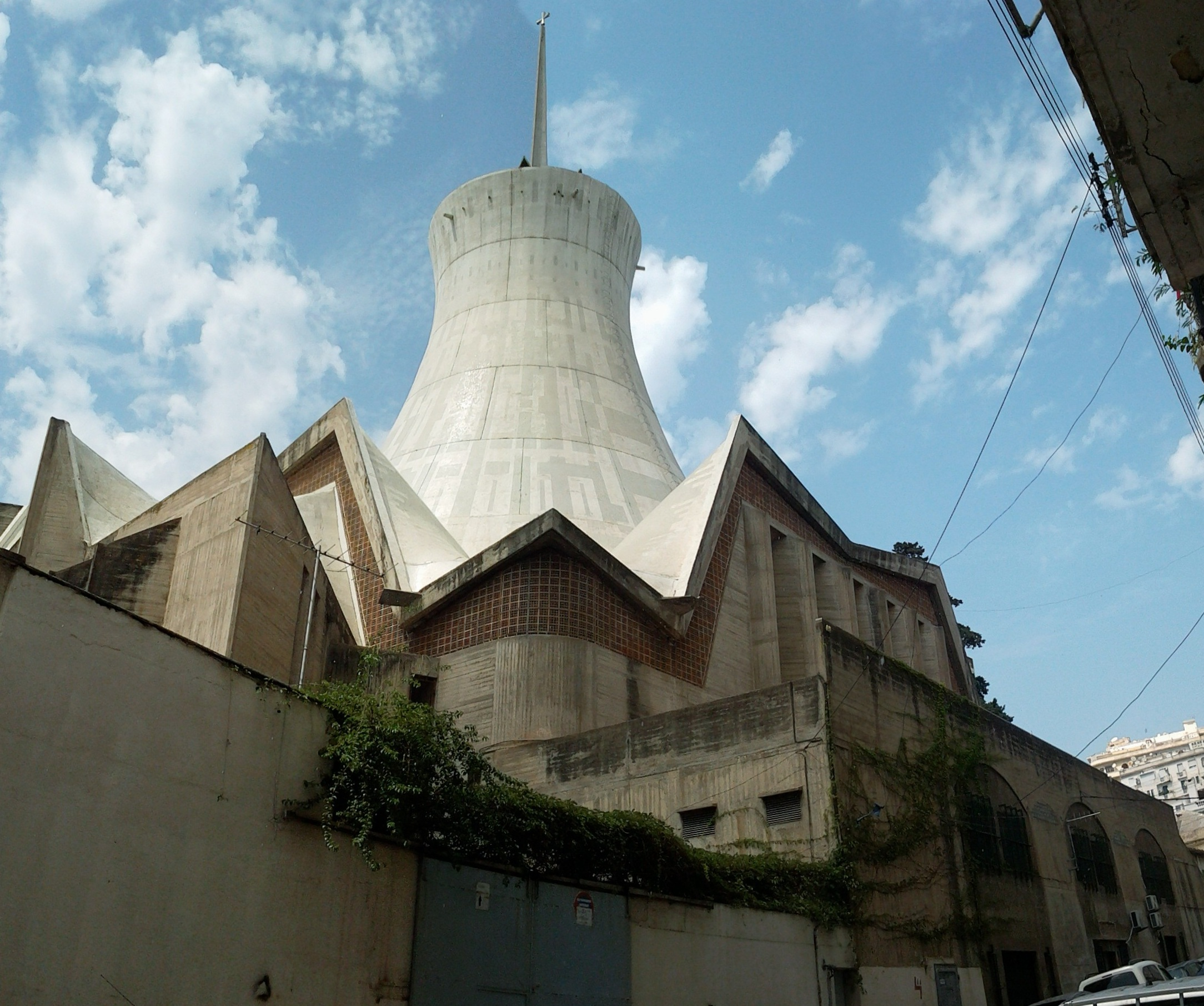
Cathédrale du Sacré-Cœur d'Alger

## Période post-coloniale
Immédiatement après l’indépendance de l’Algérie en 1962, un effort important fut entrepris par les nouvelles autorités du pays pour décoloniser par l’éradication des influences françaises en Algérie ; cependant, peu d’architectes dans le pays étaient prêts à concevoir dans le cadre d’une identité nationale encore ambiguë et détachée de l’histoire coloniale de la nation. L’architecte Abderrahmane Bouchama joua un rôle clé dans le processus ultérieur de développement d’une identité architecturale algérienne distincte, publiant une série d’écrits, dont son ouvrage de 1966 L'Arceau qui chante, consacré à ce sujet,.

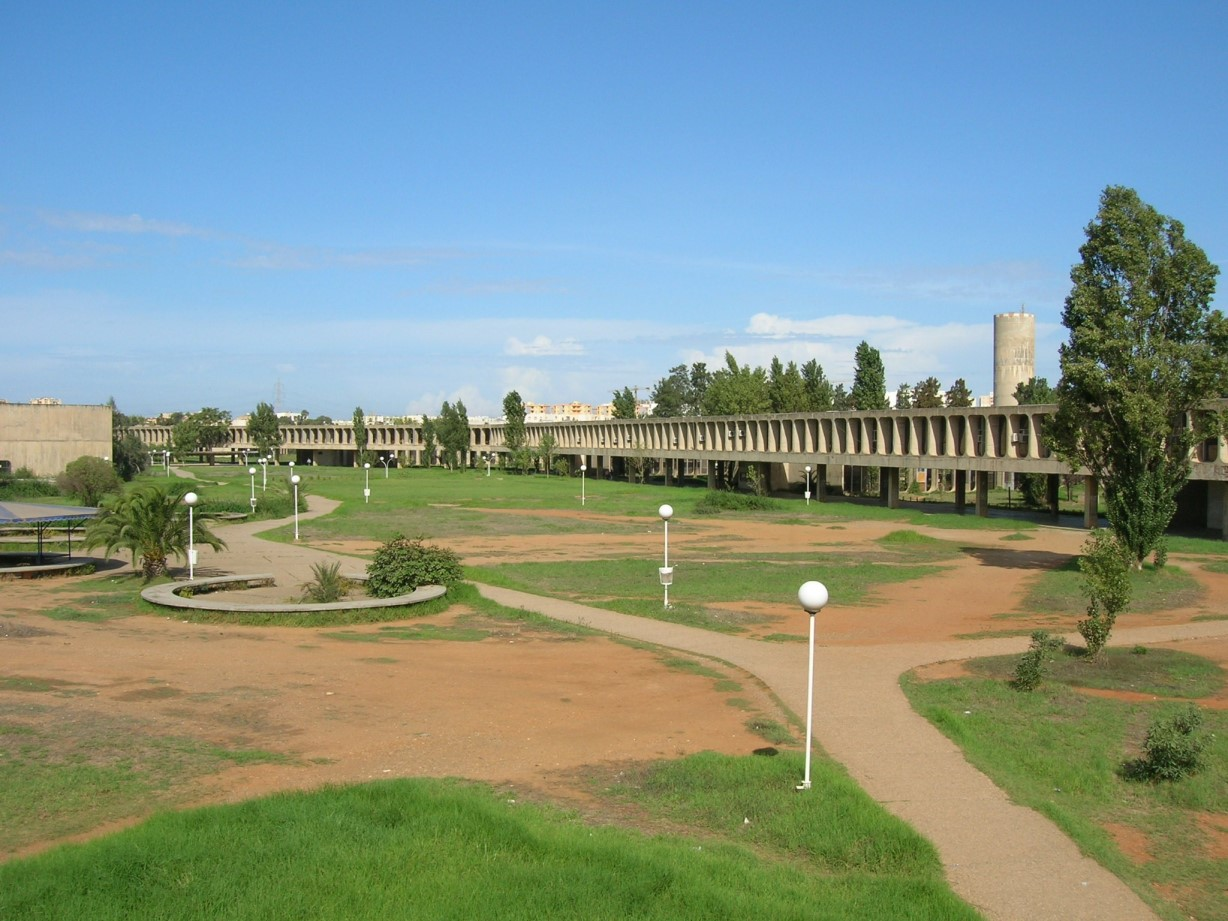
Université des sciences et de la technologie Houari-Boumédiène (Oscar Niemeyer, 1968)
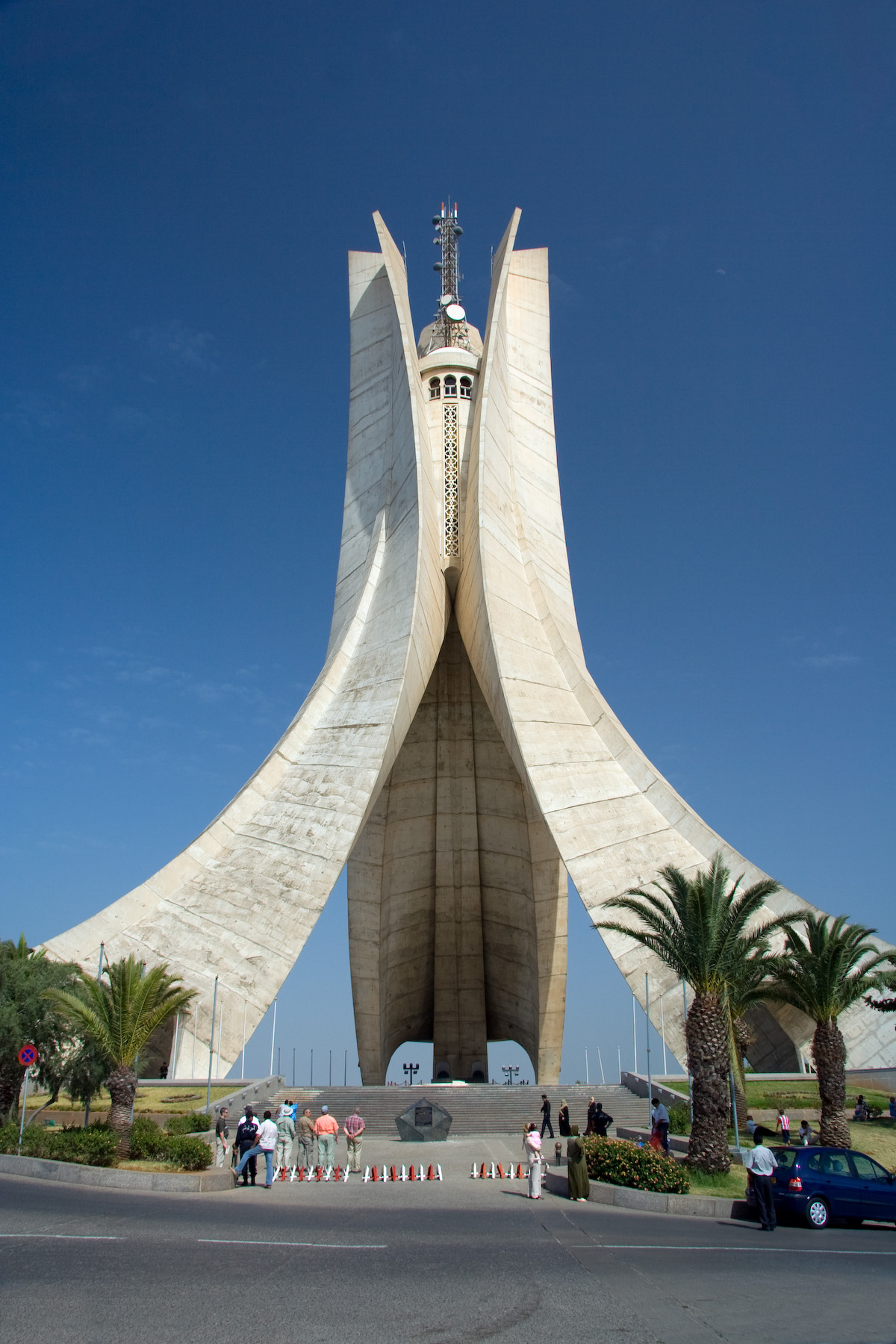
Mémorial du Martyr, Alger (Bachir Yellès, Marian Konieczny)
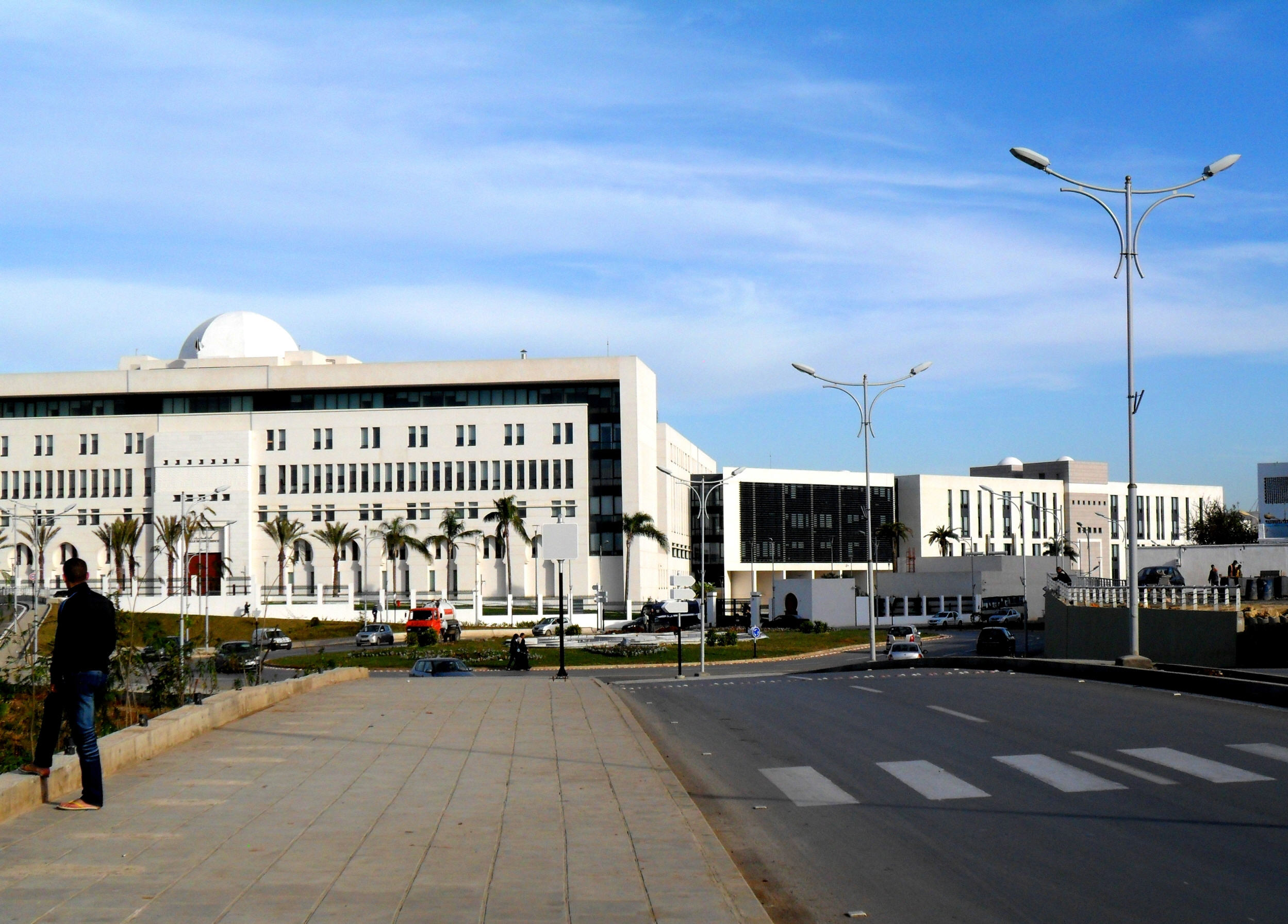
Siège du Ministère algérien des Affaires étrangères
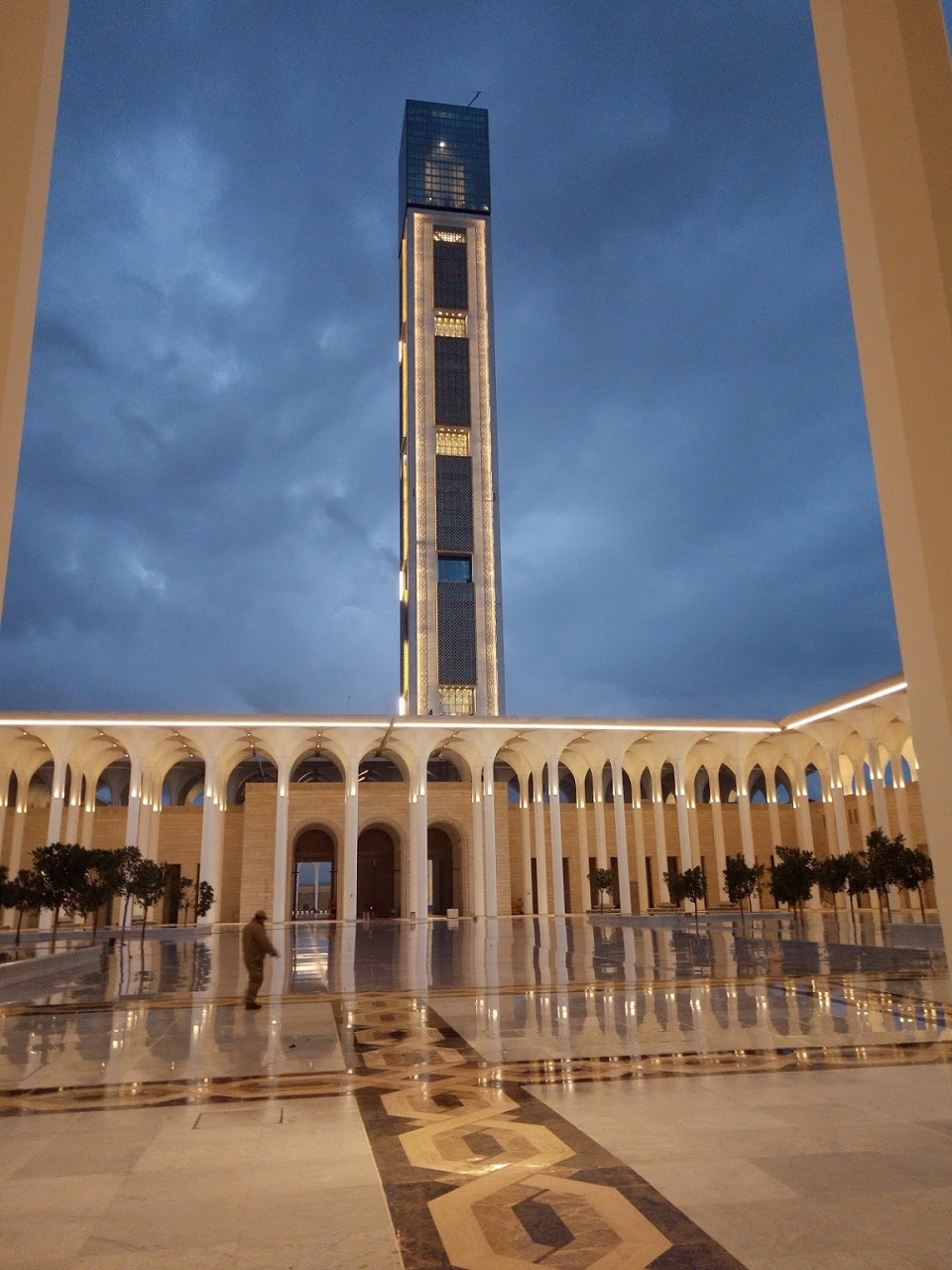
Djamaâ El-Djazaïr, de style mauresque
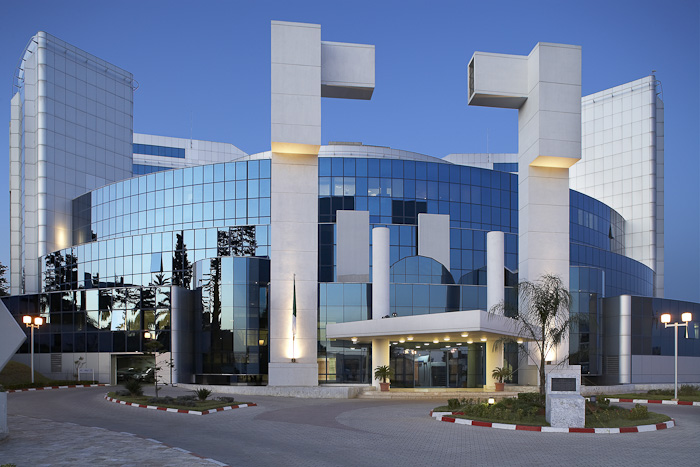
Siège du Ministère algérien des Finances
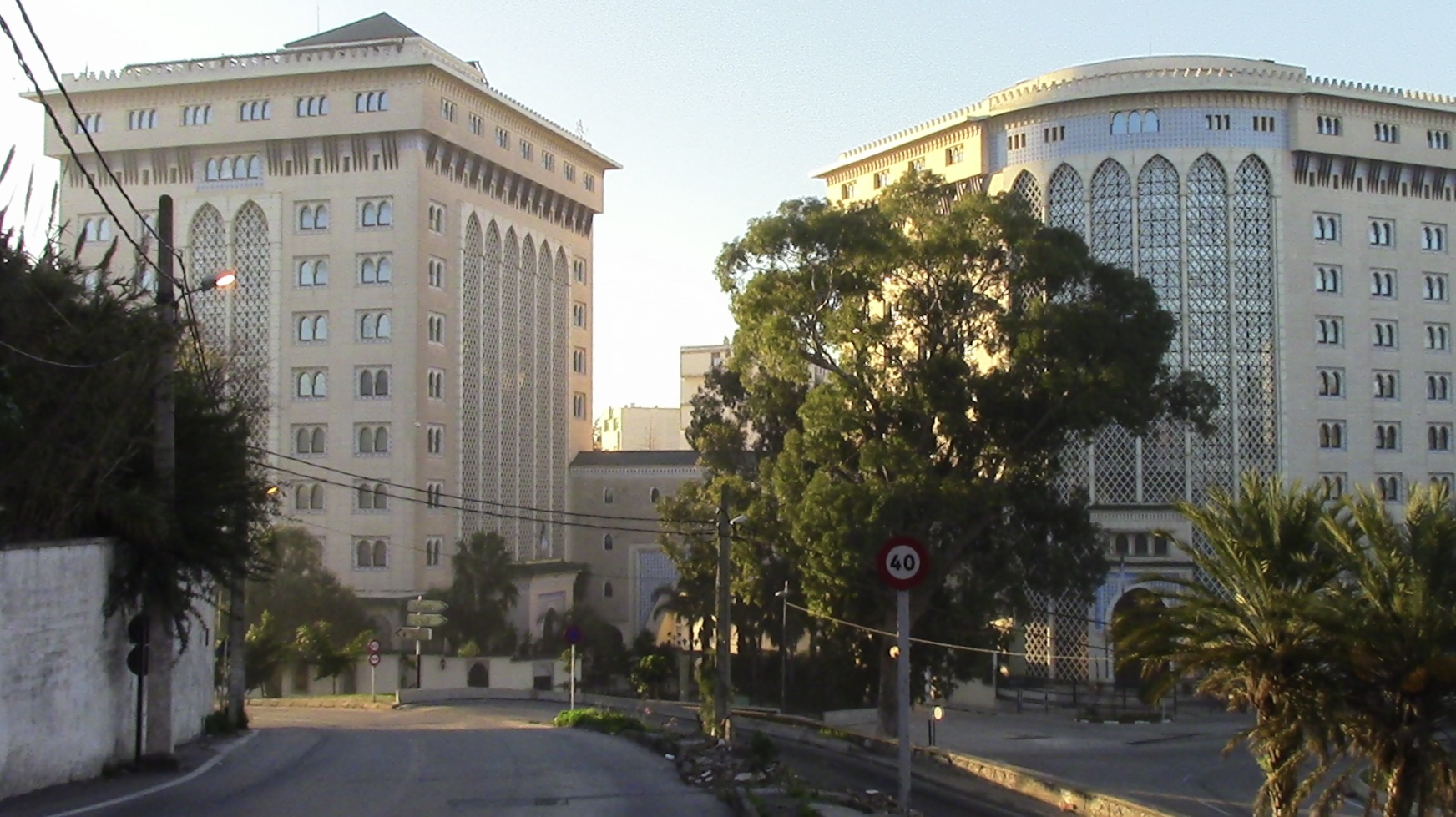
Siège du Ministère algérien de l'Énergie et des Mines

## Autres styles architecturaux locaux
Les Berbères du nord de l’Algérie utilisent traditionnellement deux types d’habitations vernaculaires : la maison chaouie et l’akham kabyle. L’habitat chaoui, propre aux Chaouis des Aurès, se compose de maisons en briques de terre crue à toit plat, reposant sur des fondations en pierre. Le rez-de-chaussée des maisons chaouies comprend une pièce centrale utilisée pour dormir, avec un foyer, un espace de tissage, un cellier et des récipients pour l’eau. Ces habitations sont parfois construites directement contre d’autres maisons ou des rochers afin d’améliorer l’efficacité de la construction et de réduire le coût des matériaux.
Contrairement aux habitations chaouies, les maisons kabyles, construites par les Berbères de Kabylie, sont en pierre et possèdent des toits à double pente recouverts de tuiles. Les maisons kabyles sont également bâties par sections ; au fur et à mesure que la famille s’agrandit, des sections supplémentaires peuvent être ajoutées. Le rez-de-chaussée d’une maison kabyle typique est divisé en deux parties : la première, plus sombre, sert d’abri pour les animaux, tandis que l’autre, plus lumineuse, est utilisée pour la cuisine, le tissage et la réception des invités. Un petit grenier situé au-dessus de la partie réservée au bétail est traditionnellement utilisé comme chambre durant l’hiver.
La région du Mzab en Algérie, qui comprend la ville de Ghardaïa, possède des mosquées et des maisons distinctives, construites en pisé et entièrement chaulées. Les constructions de cette région font également un usage fréquent des coupoles et des voûtes en berceau. Les minarets des mosquées y sont différents de ceux des autres régions : ils sont élevés, à base carrée, mais s’amincissent vers le sommet et sont couronnés de coins en forme de « cornes »,. Les maisons sont généralement accessibles par un passage coudé ou sinueux qui mène à une cour centrale au rez-de-chaussée, avec une galerie qui entoure habituellement cet espace à l’étage. Certaines parties de la maison surplombent parfois la rue et sont soutenues par des corbeaux en pierre.

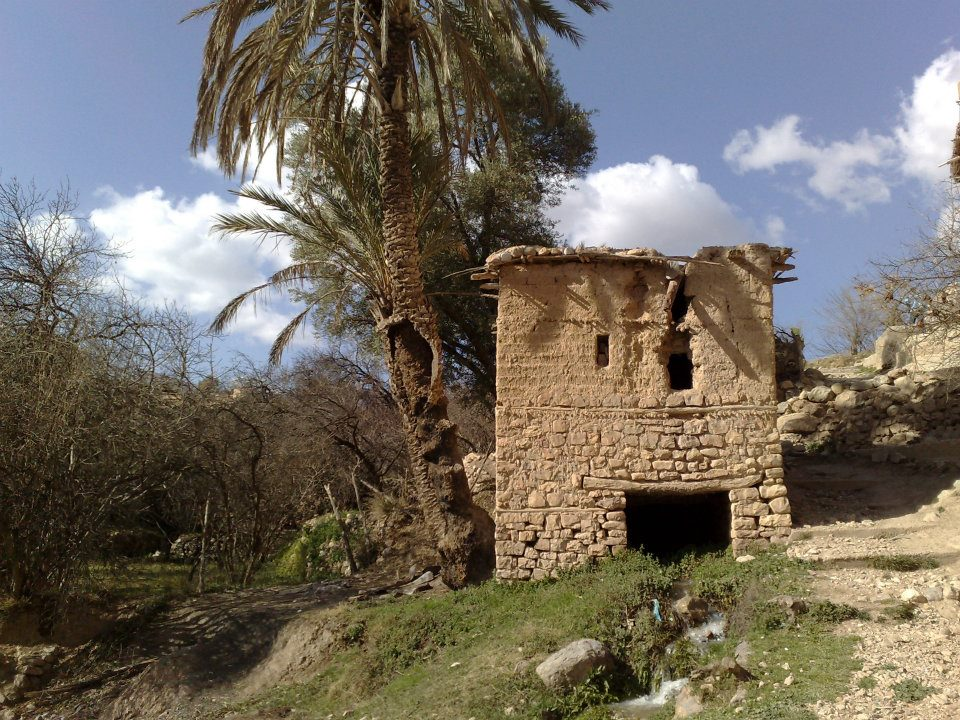
Bâtiment chaoui à Menaa avec fondations en pierre et murs en briques visibles
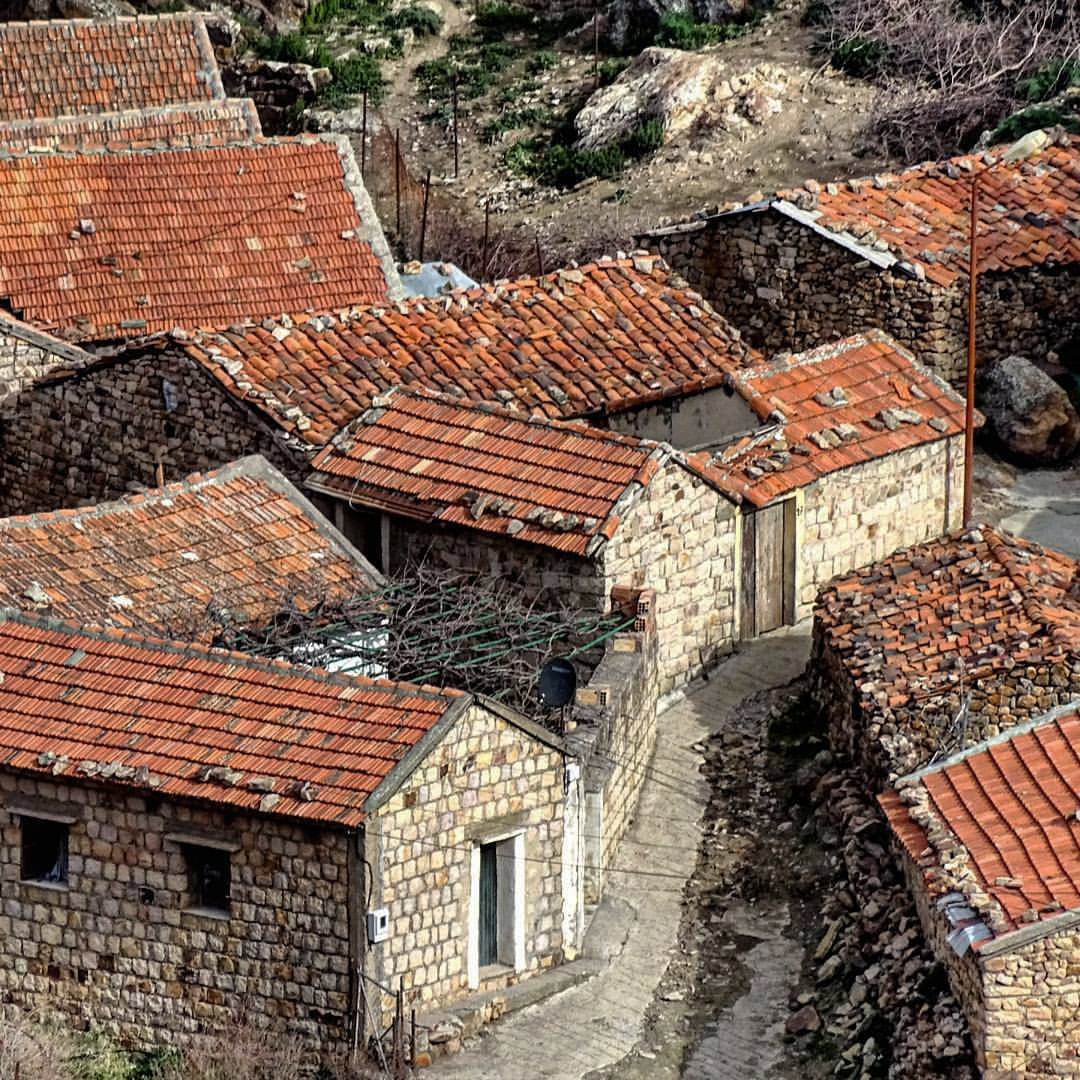
Anciennes maisons kabyles dans la wilaya de Béjaïa
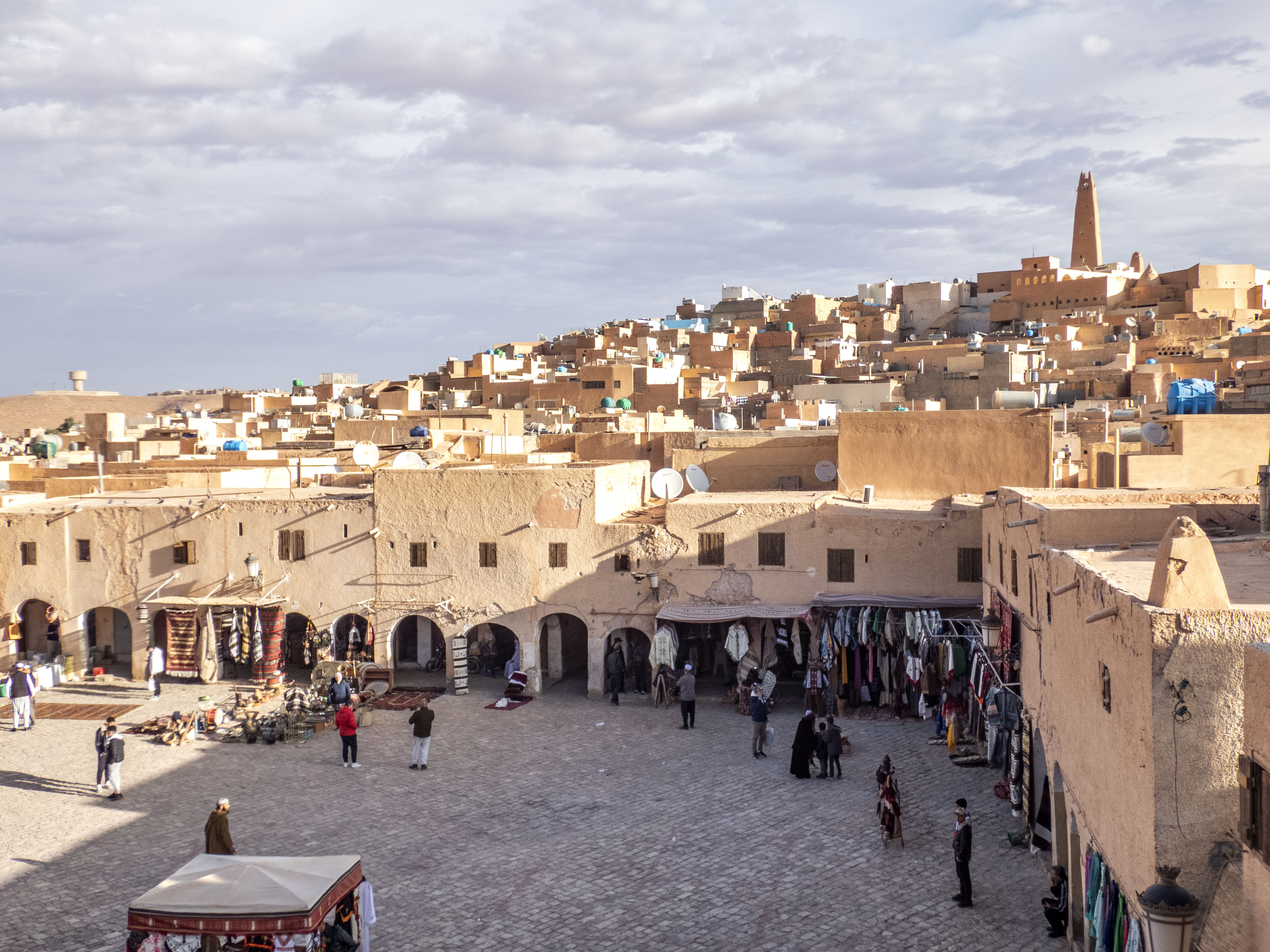
Ksar de Ghardaïa et place du marché